# ビーストウォーズII 超生命体トランスフォーマー
『ビーストウォーズII 超生命体トランスフォーマー』（ビーストウォーズセカンド ちょうせいめいたいトランスフォーマー）は、前作『ビーストウォーズ 超生命体トランスフォーマー』に引き続き制作されたトランスフォーマーシリーズのアニメ作品。1998年（平成10年）4月から1999年（平成11年）1月までテレビ東京系列で放送。全43話。『ビーストウォーズネオ 超生命体トランスフォーマー』は本作品の続編である。

## 作品概要
CG版『ビーストウォーズ 超生命体トランスフォーマー』の製作に膨大な時間がかかるため、次のストーリー（海外におけるシーズン2-3、日本版における『ビーストウォーズメタルス』）が完成するまでの空白期間を埋めるために製作された作品。前作の続編を彷彿させるタイトルだが、別物語とされている。初期玩具に付属したカタログでは前作と同じ時代の別の場所で起こった物語とされているが、後に公開された時系列では初代『戦え!超ロボット生命体トランスフォーマー』の時代から数万年後と設定された。劇場版ではビーストコンボイが伝説の総司令官としてゲスト出演している。
本作品は日本でのオリジナル作品として、フルCGだった前作と異なり、セルアニメとして日本のアニメプロダクションの1つの葦プロダクションで制作された。前期のOP映像の大半が1話の物からの流用、序盤は次回予告がそれまでの場面を組み合わせたものであったり、と足並みが揃っていない場面が見受けられる。
製作の事情としては、前述のとおり、『ビーストウォーズ』がCG製作にかかる時間から半年分の話数しかストックされていなかったため、その穴埋めとして日本独自で企画された旨が当時のタカラのスタッフインタビューで語られている。また、本放送当時に玩具開発を担当していたタカラ（現タカラトミー）の幸日佐志によれば、日本国内で玩具が新規開発されたものの他は既存製品のキャラクターを流用した理由として、当時は世界中で『ビーストウォーズ』の玩具製品がヒットしていたために、生産数の観点から日本国内に供給できる玩具の数が限られていたため、『トランスフォーマーG2』のようなビーストウォーズ以前の作品からも流用する必要があった旨を語っている。
ストーリーはコメディ色が強く、内部でも「ふざけすぎだ」といった声があったなど当時は物議を醸したが、シリーズ構成の武上純希によると「ロボットアニメが下火であった当時、前作の『ビーストウォーズ』の日本語吹き替え版が大好評だったため、「軽妙なセリフのやりとりが子供たちにウケている」との意識が、制作会社側に作用した」とのこと。また「大人向けになっていくアニメ界に取り残された子供たちにロボットアニメを取り戻す作品」として製作したと話している。
番組終了後にアルテミスとムーンがキャラクターを紹介する「II通信」が設けられているが、3話まではタスマニアキッドやライオコンボイが紹介していた。
アイキャッチは基本的にライオコンボイだが、第12話以降は各キャラクターの変形バンクシーンが用いられるようになった。
2011年6月8日から2012年3月28日にかけてニコニコ動画内のチャンネル「フルアニMAX」にて本編が毎週水曜日の18:00に1話ずつ配信された。1話は無料だが、2話以降は配信日の1週間後に有料に切り替えられた。また、2019年7月11日よりYouTubeタカラトミー公式チャンネルで配信された。2024年2月13日からは「トランスフォーマー」シリーズ40周年を記念して再びタカラトミー公式ホビーチャンネル（後にT-SPARK 公式チャンネルに変更）より配信される。

## ストーリー
小惑星からのSOSを受け、コンボイとアパッチはサイバトロン宇宙基地から救出に向かったが、その途中爆発に巻き込まれ、コンボイ1人が行方不明になってしまう。
そのころ、破壊大帝ガルバトロンが率いるデストロン軍団は、惑星ガイアのアンゴルモアエネルギーを用いてガイアを宇宙侵略の前線基地にしようと企んでいた。そこに惑星ガイアのアンゴルモアエネルギーを調査しにコンボイ不在のコンボイ部隊がやってきた。ガイアに近づいたサイバトロンの宇宙船はガイアからのデストロンの攻撃を受け、コンボイ部隊の面々はそれぞれの脱出ポッドでガイアに不時着した。しかし、ガイアの大気はトランスフォーマーたちにとって非常に危険であったため、隊員たちは惑星の動物をスキャンし、身体を惑星の環境に合わせた。
行方不明だったコンボイも、実はこの惑星ガイアに不時着していた。コンボイは白いライオンをスキャンしてライオコンボイとなり、デストロンの罠に落ちた仲間たちを救い、無事に合流した。一方のデストロンは、ガイアの過去に存在していたマシンをスキャンして、サイバトロンに戦いを挑んできた。ライオコンボイ率いるサイバトロン軍は惑星ガイアと宇宙の平和を守るため、悪の軍団デストロンと戦う。

## キャラクター
今作ではサイバトロンが動物、デストロンが機械（兵器・車両・サイボーグ動物など）に、それぞれ統一されており、変形時の掛け声も両軍で異なっている。サイバトロンは前作同様、「変身」「ビーストモード」と叫ぶが、デストロンはどちらのモードからも「トランスフォーム」と叫んで変形する。『コミックボンボン』に連載されていた今木商事の漫画版では双方とも「変身」に“トランスフォーム”とルビがふられていた。なお、本項では当時の文献に則り、スキャン前の形態を「リアルモード」、デストロンの機械形態の呼称を「マシンモード」で統一する。
キャラクター全員がオイルが大好物と設定されており、ビーストモード時はその動物の好物を摂取する。

### サイバトロン宇宙警備隊

#### ライオコンボイ部隊
総司令官 ライオコンボイ
声 - 郷田ほづみ
サイバトロン宇宙警備隊の総司令官。本名はコンボイ。小惑星のSOS信号に見せかけたデストロンの罠からアパッチの船を庇い、自身の船は惑星ガイアにまで飛ばされてしまう。ガイアの大気で死にかけるも白いライオンとアンゴルモアエネルギーに助けられたことで九死に一生を得て、白いライオンをスキャンして新たな姿と白いライオンへの変身、「ライオコンボイ」の名を得た。常に冷静かつ的確に状況を判断し部下に命令を下す。状況を完全に把握するまで動こうとしないため、いささか決断力に欠ける面もあるが、一旦決断するとその行動は素早い。部下の自主性を尊重するタイプでもあり、それが状況の好転に繋がることもあった。変身シーンは2種類あるが、アイキャッチに使われたことはなかった。
ライオジュニア登場前後には胸に埋め込まれたエネルゴンマトリクスの痛みを感じており、彼から「パパ」「父上」「父ちゃん」などと呼ばれることを断わっており、周囲も疑問と思っていたが、それには彼を思うゆえの優しさが含まれており、最終決戦では彼から「父さん」と呼ばれても普通に話していた。
武器は腕のライオンの腕部から伸びる刃ライオンクロー。ライオンの頭部からは2門の砲塔を出して「ライオミサイル」や「ライオビーム」を発射。「ライオミサイル」は両腕からも発射可能で、ビーストモード時には4連装同時発射が可能。鬣は回転させることで竜巻と防御シールドを作るライオンタイフーン（物語中盤までは電磁波を同時に発生させており、終盤からは竜巻のみを発生）や炎を合わせた「ファイヤータイフーン」を発動。口からは敵のミサイルを撹乱するレーダー撹乱弾を発射する。ロボットモード時の腕からはエネルギートンファーの「レーザートンファー」を形成する。背中のブースターで飛行することもできる。
最終決戦では、ライオジュニアと同化して、「伝説の緑のライオン」に変身。ガルバトロンのアンゴルモアエネルギーをアンゴルモアカプセルに封印し、ガルバトロンとの最後の対決も制した。ネメシス崩壊と共に発生したワームホールに飲み込まれてしまうも、仲間たちを爆発から守り抜き、彼らと共に別の次元の宇宙を救うための新たな旅に出る。
漫画版では、ガルバトロンにマトリクスを傷つけられた際にデストロン化して巨大化。敵味方見境なく暴れ始め、ガルバトロンに勝利した後は、トリプルダクスも一蹴するが、ビーストコンボイに助けられて正気に戻る。その後は修行の旅に出て、自身の中のアンゴルモアエネルギーを以前より制御できるようになった。人工惑星ネメシスでの最終決戦において、ネメシス内のアンゴルモアエネルギーの影響で再び悪に染まりかけるが、ガイアに住む動物たちの命の力に助けられ、その力を用いて、ガルバトロンを倒す。だが、ネメシスの爆発に巻き込まれ、仲間たちと共に消息を絶ってしまう。漫画版オリジナル技として、ライオンタイフーンとライオミサイルの合体攻撃「ライオンタイフーンミサイルアタック」、ガイアに生きる全ての命から与えられた力をマトリクスから放つ「マトリクスアタック」が使用され、肩のライオンを駆使した攻撃も多用していた。コミカル面では、オイル癖が悪い上（酒乱）寝オイル（寝酒）が癖になってしまったことが描かれた。
玩具の開発を担当した幸日左志によると、ビーストウォーズの主人公として百獣の王ライオン、白獅子によりヒーローらしさを出したという。
副司令 アパッチ
声 - 小高三良
軍人気質の副司令官。マンドリルに変身する。一人称は「自分」だが、稀に「私」や「俺」、「わし」。訓練生時代にライオコンボイ（当時はコンボイ）に命を救われたことで彼を慕うようになり、一番の部下であると同時に無二の親友となった。生真面目で落ち着いた性格だが、怒りっぽいところもある。
武器は銃火器類で構成されており、左右の胸に8発ずつ計16発備え付けられているミサイル砲の「アパッチランチャー」は変形させれば左右に二門の銃口を備えたマシンガンとなり、手持ち武器としても使用できる。手持ちのバズーカ砲の「アパッチバズーカ」を持つが、アニメ版で使用したシーンはない。怒りが頂点に達するともう一つの頭を持った砲撃形態（モード3）へ変身、性格も荒々しいものとなり全砲門からの一斉射撃「アングリーファイアー」を奥の手して隠し持っているが、アパッチ本人には記憶は一切残らず自身に第三形態があることすら認識していない（劇場版では特に描写なく変形している）。
漫画版ではかつては「青い死神」の二つ名で恐れられた凄腕のワンマンアーミーだったが、ある戦いで戦友を死なせて以降、生真面目で堅物な現在の性格となったとされている。趣味は菜園で、キッドが「農園オヤジ」と呼ぶほどに大事に育てている。私室を荒らした犯人（本当は泥酔したライオコンボイ）を最初はキッドと思ったために、信じなかったことを後悔し、キッドがヘルスクリームらに誘拐されてしまった際は単独で救出に向かった際、青い死神の力を見せ、サイボーグビーストをたった1人で破った。アニメ版では未使用だったアパッチバズーカも使用。
突撃員 ビッグホーン
声 - 岩崎征実
チームの中では一番の巨漢で怪力自慢。バッファローに変身する。初期のころは一人称は「俺」で、若干「わし」も併用していたが、徐々に「わし」に固定された。最初は自惚れが激しく、コンボイ不在の際はリーダーを自称していたり上官のアパッチの指示を無視したりしていたが、ライオコンボイが復帰した後はすぐに考えを改めた。猪突猛進な性格で、手のつけられないほど思い込みが激しく、スキュウレの嘘のラブレターを本気にし、シーコンズの謀略にまんまとはまってしまったにもかかわらず、スキュウレを頑なに信じ続けた姿はその最たるものであった。その一件以降スキュウレを「イカ娘ちゃん」と呼んでおり、ベタ惚れしている。自然や動物を愛する面も持っているが、赤い花を見ると興奮する癖がある。語尾に「じゃーい!」と付けるのが口癖。好物は新鮮な草。
序盤ではダイバーを臆病者呼ばわりしていたが、自らがエネルギーを使い果たしてロボットモードに変形できず、ダイバーに助けられた時にはそれを詫び、自らの命令不服従でダイバーが責められていた時にはすぐさま彼を庇っている。
武器は左右の角を伸ばして放つ放電攻撃の「ホーンサンダー」とロボットモードの口から放つ隠し武器の「バッファローミサイル」。後者は当初は仲間に尻尾を引っ張ってもらえなければ使用できなかった設定だったが、後に尻尾を引っ張ってもらわなくても使用可能となり、「尻尾を引っ張ってもらって発射するのは、そのほうが照準に集中できるため」とされた。右上腕部装甲にも隠し武器としてレーザー砲を搭載し、武器以外では怪力を活かした突進も得意とする。バッファローミサイルに関しては、一発でメガストームを吹き飛ばしたり、ガルバトロンを怯ませる威力を持つが、尻尾を引っ張るだけで発射されるため、本人の意思にかかわらず、偶然尻尾が引っかかってしまったことで発射するという融通の利かない面もある。ホーンサンダーに関してもコントロールしきれないと味方にまで被害をもたらしてしまう欠点がある。
テックスペックによると、赤い花が好きで、自分のボディも赤く塗っているとされている。
漫画版ではスキュウレの一件でスクーバに決闘を挑み、スクーバが最大限の力を発揮する海を逆に利用した放電攻撃でスクーバを追い詰めた。スキュウレへの恋心が実らぬことを痛感しながらも、スキュウレの協力を経て、デストロンを撃退。その心意気はスキュウレの心を動かすも「イカと牛ではどうしようもない」と言われてしまい、それでも諦めきれず、スルメイカを対象にして、根性でDNAを書き換えようとした。その後は2匹のリス（雌）と仲良くなり、彼女たちを守るためにも最終決戦に臨んだ。なお、ビーストモードは時折、デフォルメされていた。
陽動員 タスマニアキッド
声 - 石塚堅
若手の戦士。タスマニアデビルに変身する。一人称は「俺」だが、稀に「オイラ」や「俺様」、「私」。最初は大鷲をスキャンしようとしたが、タスマニアデビルの子供が顔に張り付いたため、タスマニアデビルの戦士になってしまった。リアルモード時の名前は「キッド」であり、ビースト戦士になった後も以前の名で呼ばれることが多い。周囲に認めてもらいたいがゆえに無茶な行動をすることも多く、それゆえにトラブルメーカーでもある。
仲間たちに関しては、ビッグホーンやダイバーとは行動を共にすることが多い。アパッチのことは普段は口うるさく思っているも、ライオコンボイとアパッチが古代遺跡の崩落に巻き込まれた際には、アパッチのことを「いいヤツだった」と涙を流すほどに誰よりも深く悲しみ、彼が戻ってきた時にも涙を流して喜んだ。ライオジュニア加入してからは、彼のことを気にかけるようになる。
武器はビーストモードの尻尾が変形した「タスマニアライフル」で第3話のミニコーナーでは「タスマニアソード」への変形機能があることも語られたが、劇中で使用されることはなかった。ビーストモード時の牙は「タスマニアファング」と呼ばれている。待機時はヨーヨーで遊んでいることもあった。
漫画版では古代都市でのガルバトロンとの戦いで身体をバラバラにされてしまうが、救援に来たスクーバ（キッドの身体に勝手に新型の発信器をテストとして付けていたため）の応急処置で足を付けてもらい、その足をビーストモードの頭部に変形させ、アンゴルモアエネルギーの匂いを追い、古代都市の生物兵器工場中枢に辿り着いた。アニメ版では未使用だったタスマニアソードも使用した。ビースト形態はデフォルメされ、女性読者からの人気が高かったという。そのため、ヘルスクリームに誘拐された時は自分の命よりもファンレターが減ることを心配していた。
水中工作員 スクーバ
声 - 岸祐二
イカに変身する。主に偵察などを担当しており、単独任務を任させることも多いが与えられた任務は確実にこなす実力者。飄々としてイカになぞらえたジョークを飛ばすなど掴みどころがないユーモラスな一面もある。俳句を詠んだり、古代遺跡で見つけた本を理解するなどインテリの面もある。代筆で手紙を書かされることもあるが、劇中では披露されなかった。常に冷静かつ紳士的な態度を崩さず、「仲間を見捨てるくらいなら、自分から焼けた鉄板に乗ってイカ焼きになる」と仲間を見捨てることを良しとしない一面もある。アルテミスや同じくイカの姿をしたスキュウレの熱い眼差しを独占していたが、スクーバ自身は気づいておらず、至って迷惑がっている。ライオコンボイと同じく、2種類の変身シーンを持っている。
武器は胸部から発射する「スクーバミサイル」とブーメランの「スルメラン」。どちらもカタログなどで紹介された「胸部の爪、スクーバファング」と「クロー」を応用して設定されている。ゲソの先端から激流を発射する。イカだが地上でも行動でき、地下にもドリルのように高速回転することで潜行することができる。この能力を活かし、劇中ではデストロンが森を焼き払った際に地下水脈の水を使って消火する場面もある。
後半ではタコタンクを使っての単独任務が増えており、彼自身タコタンクに深い愛着を見せる。
アニメ版で読んでいた『トーストウォーズII』は今木商事の漫画版『II』第1話のパロディであり、のちに同漫画版でも同じシーンが描かれた。
漫画版では、水上を高速移動することで分身を行い、相手を取り囲んでスルメランを連射する「スルメラン分身撃ち」、爆発するブーメランを連続で投げつける「ダイナマイトスルメラン乱れ撃ち」、宇宙限定の攻撃で相手の頭上からスルメランを投げる「スルメランアステロイド（小惑星）撃ち」を披露した。
守備隊員 ダイバー
声 - 中野健治
カエルに変身する。サイバトロン基地の守備隊員。のんびりしているが慎重な性格で戦いには消極的だが、いざという時には慎重さゆえの的確な判断で窮地を切り抜ける。基地のメカニックを担当している。ジャンプ力はサイバトロンNo.1。一人称は「ワテ」だが、稀に「ワイ」や「自分」。大阪弁で話す。驚くと首（ビーストモード時の舌）が伸びる。直接の戦闘よりも防御面のサポートのほうが得意で、タスマニアキッドやビッグホーン、スクーバとよくコンビを組んでいる。ナイアガラベースに人一倍愛着を抱いていたため、囮により失われた際には悲しんでいた。
武器はロボットモード時では両肩に備える砲塔から「ダイバーシャボン」を出し、敵のミサイルを封じたり、敵を閉じ込めたり、自分と仲間を泡の中に入れることもできる。劇場版では、指先から放ちヘルスクリームを吹き飛ばしていた。首を伸ばす技「ダイバーアタック」はビーストモード時では、口からロボットモード時の頭を伸ばせる。相手を驚かせる効果はあるも攻撃力は低い。
漫画版ではトランスフォーマーを錆びさせるガイアの雨が降る中でも、カエルゆえに喜んでいたが、雨降る中での鳴き声でメスガエルたちを引き寄せてしまった際には、困り果てて正体を明かすも逃げられてしまい、複雑な気持ちとなった。
野生闘士 ライオジュニア
声 - 小林由美子
第26話から登場。アンゴルモアエネルギーとライオコンボイのエネルゴンマトリクスにより誕生した惑星ガイア生まれのビースト戦士。ライオンに変身する。ライオコンボイのマトリクスから生まれ、同じマトリクスを持つことからライオコンボイとは父と子の関係にある（初顔合わせでは「ママ」と呼んだ）。誕生当初は通常のライオンの姿をしており、白いライオンに育てられたが、自分がトランスフォーマーであることを知ってからは本当の父親を求めるようになり、実父であるライオコンボイと出会った。ガイアに平和を取り戻すまでは「親子ではなく戦士」という、ライオコンボイの思いを理解し、サイバトロン戦士として成長していった。性格は自由奔放で純粋。惑星ガイアで生まれたために、他のトランスフォーマーには見ることができないムーンの姿も見ることができる。
武器はロボット時には頭部にエネルギーを集中させ、ビースト時にはライオンの鬣から現れる二門砲から集中させて放つ「アンゴルモアボール」、ビーストモード時の尻尾が変形した挟み式の鞭「ライオビュート」、ロボットモード時は鬣を変形させた「ライオウィング」で短時間だが飛行が可能となる。ライオビュートは手投げ武器としても使用した。マグナボスに合体する際には顔と胴体の一部を担当。
ライオコンボイとガルバトロンは共に自らの後継者になりえると考えており、一度は悪のアンゴルモアエネルギーによってデストロンに惹かれるもそれを振り払う。最後はライオコンボイと共にガルバトロンを倒した。
劇場版では自ら良かれと思ってした行動のためにタスマニアキッドに重傷を負わせ、サイバトロンを逆に危機に追い込んでしまったが、反省後はサイバトロンを救うために奮闘し、ライオコンボイたちと和解した。
続編『ネオ』の最終回のエピローグではセイバートロン星に帰還し、マグナボスの状態でセイバートロン星の復興に携わっている。
漫画版では未登場。
音速教官 スカイワープ
声 - 岩尾万太郎
第26話から登場。冷静な性格で、ライオジュニアの後見人。ワシに変身する。サイバトロン本部からの特命隊員で、惑星ガイアで生まれた新しい希望であるライオジュニアを求めてやってきた。ライオジュニアを「若」と呼ぶ。
武器は翼から左右に3発ずつ計6発のミサイル「スカイミサイル」を装備。翼はロボットモード時は「ウインギャリバー」という二刀流となり、それを用いた「ウインギャリバー・剣の舞」という技があるが、ウインギャリバー関連は劇中では使用されなかった。マグナボスに合体する際には頭と胸部を担当。
漫画版では未登場。
医学博士 サントン
声 - 原川浩明
第26話から登場。温和な性格の博愛主義者。ゾウに変身する。スカイワープと同様、サイバトロン本部からの特命隊員で、ライオジュニアを「若」と呼び、経験が必要な彼をサポートしている。ガイアに飛来した際、ライオコンボイたちにガルバトロンが惑星ガイアに人工惑星ネメシスを呼び寄せてアンゴルモアエネルギーを奪おうとしていることを伝えた。ゾウをスキャンしていて語尾が「だゾウ」となるのが口癖。ライオジュニア隊の中では唯一飛行能力を持たないため、スカイワープに運んでもらう。最終回ではライオジュニアの成長を素直に喜ぶスカイワープとは対照的に嬉しさと寂しさが混じった複雑な気持ちでいた。
武器はビーストモード時の左右の耳斜体文が変形した二門の「気弾砲」だが医学博士らしく殺傷能力はない。棍棒も持つ。足を踏み鳴らすことで地震を発生させる「サントンクウェイク」や牙から展開するバリア「サントンシールド」という技も持つが、いずれも劇中では使用されなかった。マグナボスに合体する際には両腕と両脚を担当。
漫画版では未登場。
合体戦士 マグナボス
声 - 小林由美子
第26話から登場。ライオジュニア隊の3人が合体した姿。主導権はライオジュニアが握っており、ライオジュニアがアンゴルモアエネルギーを有していることから、高い潜在能力を持つ。
合体時の台詞は「知恵と勇気と仲間への愛（もしくは自然への愛）!3つ揃って、合体戦士マグナボス!」。テレビシリーズでは、ライオジュニアがマグナボスの状態でも主導権を握っていることから「ライオジュニア」と呼称されているが、劇場版では状況によって仲間から「ライオジュニア」と「マグナボス」に使い分けられた。ちなみに、初合体時にはスカイワープとサントンが「強制合体」でライオジュニアと強制的に合体し、「強制分離」で分離することができた。3人の意志は一体化しているわけではなく、劇中では合体した状態で会話している描写も見られた。
武器は「ライオビュート」と「ウィングキャリバー」と「気弾砲」を合体させた「マグナブレード」。胸から放つ「スカイミサイル」、頭部から放つアンゴルモアボール。
テレビ版では台詞を発する時口は動かないが、劇場版では口が動き、テレビ版とは違う加工ボイスになっていた。
漫画版では増援として登場するも、スターアッパーの一件でライオコンボイとキッド以外のメンバーからは怪しまれてしまった。なお、分離した時の姿は一度も見せず、ライオコンボイとライオジュニアの繋がりも不明である。
ナビちゃん
声 - 寺田はるひ
サイバトロンをサポートする女性コンピューター。陽気な性格だが、仕事に対する責任感は強い。最初は船での情報収集などが仕事だったが、スカイワープから小型のボディを与えられてからは戦場に赴くこともあった。愛称は「ナビ」で劇中で「ナビちゃん」と呼んだのはムーンのみ。ガイアの防衛システムが作動した事件では第四惑星の使者である小型円盤の意思を伝えたり、防衛プログラムを停止させる活躍を見せた。「コードネームZ」ではカタパルトと軌道計算を行った。
最終決戦において、サイバトロン戦士たちとともに人工惑星ネメシスに降り立った。続編『ネオ』の最終回のエピローグでは、セイバートロン星でライオコンボイ・ビッグコンボイ部隊のハインラッドと同型であるナビ・マグマトロン部隊（デストロン）のD-NAVIと共に宴会を楽しんでいた。
劇場版と漫画版では未登場。

#### インセクトロン
元は傭兵だったが、戦いに疲れ果てて、安息の地を求めて惑星ガイアに流れ着いた。全員昆虫に変身する。縄張り意識が強く、当初、安息の地を脅かす者はサイバトロンであろうとデストロンであろうと敵として認知し、スタースクリームの策により、サイバトロンをデストロンと見なしていたが、誤解が解けた後は安息の地を守るためにサイバトロンと和解する。劇場版ではマジンザラックが決闘ポイントに向かって進行中であることを連絡するシーンのみの登場となった。続編『ネオ』の最終回エピローグでは、ビッグモスとトンボットがセイバートロン星の復興に携わっている姿が描かれた。
昆虫指令 ビッグモス
声 - 渡辺健
第7話から登場。インセクトロンのリーダー。蚊に変身する。放任主義だが、リーダーのカリスマは備えている。
武器はビースト（インセクト）モード時は口から針型ミサイルの「ニードルミサイル」を発射。第3形態のアリジゴクモード時は羽がハサミの「ヘルシザー」となる。
オートローラーズとは宿敵同士で、特にオートスティンガーとは惑星ガイアに来る前の惑星ドロスの戦いで敵味方に分かれて戦ったが、彼に命を救われたことがある。そのため、サイバトロンとデストロン（オートローラーズ）が戦っていた際は、どちらも敵に回したくなかったためにどちらにも加勢しなかったが、マンティスに過去に縛られずに今大事なものは何かを考えるように諫められ、その後は彼自身がオートスティンガーの危機を救ったことでその恩は帳消しとなった。
テックスペックによると好物はトマトジュース。
柔術家 パワーハッグ
声 - 松山鷹志
第8話から登場。インセクトロン一のパワーファイター。ダンゴムシに変身する。武道家の心得を持ち、鹿児島弁で話す。坂を下る際、体を丸めて転がるが、自力では止まることができない。しかし、本人曰く「これが一番楽」とのこと。戦いを通じてビッグホーンと友情を結んだ。普段はドリルナッツ、シザーボーイと共に地下で生活している。「コードネームZ」時のカタパルト建造の際、機械を爆発させてしまい、デストロン襲撃のきっかけを作ってしまった上、戦闘時でもやられてしまう。
武器に関しては専用武器は持っていないが、ビースト（インセクト）モード時は体を丸めた状態で転がって体当たりする「ハッグ地獄車」を放つ。デストロンの策略で悪酔いしての仲間割れの際にはビースト（インセクト）モードの状態で銃を使用した。
強行偵察員 トンボット
声 - 田鍋謙一郎
第7話から登場。トンボに変身する。ビッグモスの副官的な存在で、行動を共にすることが多い。英語混じりの口調で話し、語尾に「ザンス」とつける。
武器は口から吐く水鉄砲「ジェットシャワー」と溶解液、両脇からミサイルの「ボットショット」を発射。
劇場版ではパワーハッグを掴んで飛行していた。
忍者 マンティス
声 - 高橋広樹
第6話から登場。部隊の中の知恵袋的存在。カマキリに変身する。普段は仲間と離れて一人で荒廃した遺跡や洞穴を寝床にしている。
武器は両腕の鎌「カマキリマル」とカマキリマルから発射する円盤状の手裏剣「ソウエンザン」。カマキリマルを回転させて相手を惑わす幻惑技の「円月殺法」。
サイバトロンが初めて遭遇したインセクトロンであり、寝床にしている遺跡にライオコンボイとアパッチが調査に現れた際は彼らを敵と見なして襲い掛かり、アパッチを捕らえ、ライオコンボイも追い詰めるが、アタックモードになったアパッチの反撃に敗北。この戦いで遺跡を失った後、しばらくは洞窟に住んでいたが、新しい遺跡に移り住んだ。自分たちの居場所を守るためにサイバトロンに協力はしているが、仲間たちほどサイバトロンに心許してはいない。
劇場版ではシザーボーイを掴んで飛行した。
地底工作員 ドリルナッツ
声 - 岸祐二
第8話から登場。ゾウムシに変身する。チーム一の発明家。才能はあるが、かなり変な発明をしてしまうこともある。科学技術に明るいために、チーム内では積極的にサイバトロンに協力している。飄々としているが、発明に関してはプライドが高く、自身の調整したミサイルが爆発しなかったことで、戦闘そっちのけでミサイルの修理に取り掛かったことも。人工惑星ネメシスが接近した時はナイアガラベースのナイアガラキャノンを改造してネメシスを迎撃しようとしたが、設計ミスにより失敗してしまう。
武器は右腕の「ナッツドリル」と両肩のミサイル。
劇場版では単体で飛行を行う。
謀略兵 シザーボーイ
声 - 森訓久
第8話から登場。ハサミムシに変身する。チームでは一番若い頭脳派。性格は少々お調子者。似たタイプのキッドと友情を育む。ドリルナッツの発明に対してはあまり信用していない。
武器はハサミの「マイティシザー」でビースト（インセクト）モード時は尻尾を形成し、ロボットモード時は腹部に備えることで回転による防御に使用できる。

#### ジョイントロン
第14話から登場。トリプルダクスへの合体能力を備えた「陽気な熱血三兄弟」によるチーム（だれがリーダーなのか劇中言及されるまで考えてもいなかったとのこと）。本来は惑星トリアスの防衛に就くはずだったが、宇宙船の故障で惑星ガイアに不時着したため、ライオコンボイたちと共にデストロンと戦うことになった。ビーストモードでは二足歩行が可能で、マラカスやウクレレを演奏しながら騒がしく踊っているなど至って能天気なラテン系気質にうえにトラブルメーカーで何かとライオコンボイたちが手を焼くことになる。その上、セイバートロン星本部には「自分たちの活躍で惑星ガイアは今日も平和」など適当な報告をしている（宇宙の磁気嵐で通信は届いていないが、本人らは気づいていない）。とはいえ、曲がりなりにもサイバトロンの矜持はあり、それゆえにライオコンボイからは「平和の守り方が少し変わっているだけ」と評されている。劇場版では冒頭にて宇宙でシーコンズと戦っていたが、謎の宇宙船に敵共々吹き飛ばされてしまった。次作『ネオ』の最終回のエピローグではセイバートロン星に帰還し、トリプルダクスの状態でセイバートロン星の復興に携わっている。
音波工作員 D・J（）
声 - 内藤玲
セミに変身する。テックスペックでは“長男”。ビーストモード時には驚くとオイルを垂らす癖がある。関西弁とスペイン語が入り混じった口調で喋る楽天家にして作戦担当で、語尾に「だミー」と付ける。
武器は翅に隠された二刀流の「七年剣（しちねんけん）」で、ブーメランとしても使用可能。ビースト（インセクト）モード時は口からジャミング機能付きの煙幕を吐く。飛び道具に関してはライフル攻撃をしたこともある。トリプルダクスに合体する際には頭部と胸部を担当するが、彼が合体時の主導権を握ってはいないらしい。
劇場版ではシーコンズとの交戦前、ラッパを吹いており、エンディング終了後もラッパの音で締めくくられた。
漫画版では僅かに登場。
力士 モーターアーム
声 - 石川大介、竹本英史（劇場版）
カブトムシに変身する。テックスペックでは“次男”。語尾に「でアーム」が口癖のパワーファイター。楽天家のD・Jと唯我独尊なギムレットの間にいるためか、ジョイントロンの中では割と良識派だが、ノリを優先する辺りは仲間と同じ。
武器は爪上の武器「ウッチャリクロー」と高熱を発する角「マグマホーン」。ウッチャリクローはビースト（インセクト） モード時は背中から展開し、ロボットモード時は腕に装備して使用するが、前者は劇中では未使用。角や腕からはビームも発射可能。トリプルダクスに合体する際には両腕を担当。
テレもちゃ版では役割が「力士」から「剛腕戦闘員」へと変更されている。
劇場版ではシーコンズとの交戦前、ギターを弾いていた。
漫画版では僅かに登場。
極地工作員 ギムレット
声 - 前田剛、実近順次（映画版）
ロブスターに変身する。テックスペックでは“三男”。「ムチャス」「アミーゴ」が口癖で、3人の中では一番台詞に脈絡がない。陽気なジョイントロンの中でも特に騒がしいが、唯我独尊な面もある。ロブスターに似せたデザインのマラカスを愛用。ロブスターゆえに水中担当であり、陸上では飛び跳ねたり、仲間のD・J（ディージェイ）やモーターアームに抱えられて移動することもある。
仲間2人がB・Bのバクテリア弾により変身不可能になった際には見捨てようとしたが、合体戦士に偽装したライオコンボイ部隊の助言により、2人に自身のエネルギーを分け与えて逆転した。
武器は両腕のハサミ「ブッタギリー」で、内部には刃・「ロブスライサー」（劇中未使用）を隠しているが、もっぱらマラカスとして使用している。ハサミからはビーム、ミサイルも発射可能。トリプルダクスに合体する際には下半身と両脚を担当。自分が脚になることには少し不満を感じているらしい。
『テレもちゃ』版では、とある事情からデストロン側になっている（『ビーストウォーズリボーン』参考）。
劇場版ではシーコンズとの交戦前、マラカスを鳴らしていた。
漫画版では僅かに登場。
合体巨人 トリプルダクス
声 - 内藤玲
ジョイントロンの3人が合体した姿。口調はD・Jのものになるが、時折、他の2人も意見する。誰がジョイントロンのリーダーか論争になった際には、トリプルダクスがリーダーということで落ち着いた。
武器はミサイルランチャーを中心に七年剣とウッチャリクローを組み合わせた右腕「トリプルブラスター」を主軸とし、トリプルブラスターからは光線や「七年剣ミサイル」を発射。左腕はマグマホーンで構成されており、熱線を放出して敵を攻撃することもできる。巨体ながら飛行も可能。合体時の掛け声は「三位一体」。
ネメシス破壊の「コードネームZ」では、宇宙警備隊の宇宙船を打ち上げるために、破壊されたカタパルトを支えた。
漫画版では第3話で登場。花火大会に招待してくれたお礼としてライオコンボイ部隊に協力するが、巨大化したライオコンボイに叩き落とされる。

#### その他のキャラクター（サイバトロン）
宇宙偵察員 イカード
声 - 内藤玲
第28話のみ登場。イカに変身する。フルネームはイカード・オクトーバ・バークス。スクーバの従兄弟。タコ壺型輸送船による「タコ壺マークの宅配便」を仕事としている。関西弁で喋り、スクーバのことは「スクーバはん」と呼んでいる。スクーバに一族を代表して、「タコタンク」を届け、スクーバの同属ゆえにスクーバをスキャンすることで自らもイカの姿を得た。体の色はスキャン前は水色だったが、スキャンした後は、スクーバとは対照的な青と白のカラーリングとなる（スキャンした後の変身した姿は同話のアイキャッチと第39話の変身コーナーのみ）。
テックスペックでは宇宙学者であり、スクーバの兄のような存在でスクーバの武器スルメランを教えたと設定されている。
総司令官コンボイ
声 - 子安武人
本作の前時代に当たる『ビーストウォーズ 超生命体トランスフォーマー』のコンボイで、劇場版のみ登場。ゴリラに変身する。
マグナボスがマジンザラックに対抗すべく、テレポートゲートを用いて召喚された。マジンザラック打倒後はライオコンボイたちに別れを告げ、前作および次々作『メタルス』の舞台である惑星エネルゴアに帰還した。
漫画版にも登場。コンボイ評議会の一員であり、ライオコンボイになる前のコンボイにマトリクスを与えた1人でもある。ガルバトロンにマトリクスを破壊され、アンゴルモアエネルギーによって暴走するライオコンボイを救うために現れ、一瞬でマトリクスを復活させた。最終決戦前にも姿を現し、ライオコンボイに「アンゴルモアエネルギーが充満しているネメシスで戦えば、暴走どころか命を落とす」と警告を送るが、ライオコンボイたちの決意を見て、彼らを激励し、去っていった。なお、タスマニアキッドからは「ゴリさん」と呼ばれたことに対し、「気に入った」と冗談で返している（渾名は「Qロボ トランスフォーマー」でも小さく書かれた）。
映画と漫画版ともに「伝説の総司令官」と噂されているらしい。

### デストロン機甲軍団
新破壊大帝 ガルバトロン
声 - 小村哲生
デストロン機甲軍団を率いる破壊大帝。ドラゴンとドリル戦車に変身する。一人称は「俺」、「俺様」、「わし」、「私」。強大な力と他を圧倒する迫力、威厳、カリスマ性による高い統率力を誇る一方で、基本的に冷静沈着で思慮深く謀略にも長けると歴代の破壊大帝の中でも相当な実力を備えた不動の最高権力者。ライオコンボイとは形は違えど同じく全宇宙の平和を目指しており「圧倒的な力による恒久和平」の実現を目標としているかなりの野心家だが、厳しいながらも兄弟愛は深く、部下思いでもある。ライオコンボイの実力を敵でありながら当初から高く評価しており、アンゴルモアエネルギーの消滅を防ぐためではあるが、目的の一致から一度惑星の危機を救うライオコンボイを陰からサポートしたこともある。弟のメガストーム曰く昔からオイル癖が悪く、酔うと暴れ出す。
当初、遺跡のデータから、ドラゴンとドリル戦車をスキャンした際にバグを起こして眠ったままの状態になってしまい、第5話でメガストームの手でアンゴルモアエネルギーの井戸に埋められてしまうが、そこでアンゴルモアエネルギーを吸収したことで復活を果たし、アンゴルモアエネルギーの力も得る。ライオジュニア誕生後、自らとは全く逆の性質のアンゴルモアエネルギーを持つライオジュニアの存在を感じ取る。
リアルモード時はボディカラーが紫色だったが、スキャンした後は明るい紫色（桃色）になった。
終盤で人工惑星ネメシスを呼び寄せ、ガイアにあるアンゴルモアエネルギーを全て奪おうとした。その作戦が失敗してもなお自らの野望と信念を捨てようとはせず、戦いは無意味だと諭すライオコンボイとライオジュニアの説得も聞き入れず、ネメシス内の残存エネルギーを取り込み最後の決戦に臨むも、ライオコンボイのライオンクローで胸部クリスタルを破壊されたことが致命傷となり、ライオコンボイを称えながら消滅した。
武器はロボットモード時は両肘に装備された片手斧「ガルバアックス」と両膝にあるガトリング砲「ガルバトリング砲」、マシンモード（ドリル戦車）に変形した時はドリルを高速回転させて突撃する「ドリルデストロイヤー」、ガルバアックスをミサイルとして発射する「アックスミサイル」、最強形態であるドラゴンに変形した際は口から吐く火炎放射「アンゴルモアファイヤー」と背中の鋸状の翼を展開し敵を挟断する「シザーハンド」が武器である。シザーハンドはロボットモード時に手持ちの武器にできるが、実戦では未使用。
ビースト対マシンという構図の中、ビースト形態が生身の生物ではなく、ドラゴン型ロボットと言える姿をしている。玩具の開発を担当した幸ヒサシによるとビーストメガトロンより強いキャラクターとしてドラゴンを選抜、敵キャラクターを魅力的な玩具にするためにマシンの要素と名称を採用した。
漫画版ではガルバトロンがスキャンしたドラゴンは古代ガイア人がアンゴルモアエネルギーを利用して生み出した生物兵器という設定となった。ロボットモード時のオリジナル技として、腕を変形させた「ドラゴンアーム」、ドラゴンモードの足の爪を展開したキック技の「ドラゴンレッグ」、上空からのドリル攻撃「ガルドリル」を使用し、ドラゴンモード時は頭部をドリルで覆って攻撃を行ったこともあった。最終決戦においては、アンゴルモアエネルギーをネメシスに集積して爆破、第二次ビッグバンを起こして宇宙を無に返し、そして自分の思うままに作り変えようとした。ライオコンボイを高く評価しており、アンゴルモアエネルギーを用いて彼をデストロンに変えようとするが、一度目は暴走したライオコンボイに敗れ、二度目はガイアに生きる生命たちに助けられたライオコンボイの放ったマトリクスアタックを受けて戦死した。自らの敗北を認めながらも、最後の力を振り絞ってアンゴルモアカプセルを生み出し、それが続編『ネオ』のマグマトロン部隊誕生に繋がった。
テックスペックによると無意識の内に、寝言を言う癖があり劇中ではメガストームの名を口にしていた。
破壊公爵 メガストーム
声 - 松山鷹志
ガルバトロンの弟でサブリーダー格。戦車に変形する。ガルバトロンのことは「兄ちゃん」と呼ぶ。ガルバトロンが一緒の時はドジで頼りなさ気な面が目立つが、ガルバトロン不在時は指揮を取る。一人称は「俺」や「俺様」だが、上官として接する時は「私」。語尾に「だぞ」「なんだな」とつけることが多い。ガルバトロンのようなカリスマはないが、指揮ぶりは悪くなく、ダージとスラストからは、ある程度慕われている。本心ではガルバトロンを非常に尊敬しており、兄への反逆も一種の見栄である。実はガルバトロンも、最初から彼にいつかは破壊大帝の座を譲るつもりだったことが劇中で明かされている。
リアルモード時はボディが黄土色で頭部が色調の暗い緑だった（右肩には形状が異なるものの、紫色の突起のついた砲塔がある）。
武器は全て銃火器で構成されており、実体弾とビーム、さらにエネルギーチャージによる高威力高波動の光線を放てる戦車砲の「高波動メガキャノン砲」はマシンモード時は中央、ロボットモードでは右肩から発射。砲塔のサーチライトは「偽装ミサイルランチャー」となっている。マシンモード時に右側に装備されている銃はロボットモード時は携行型ライフルの「ストームマシンガン」となる。ロボットモードではビッグホーンの体当たりに弾き飛ばされるが、戦車に変形した時は少し押されるだけだったため、マシンモードのほうが頑丈な模様だが、ロボットモードでもタスマニアライフルの連射をものともしない耐久力を見せた。
発信機やリモコン式の爆弾を作るなど機械系には通じているようだが、その技術力は部下に信用されていないようである。算数も苦手でハーフシェルとの取引の際には完全に主導権を握られ、彼らの結果次第ではデストロンの貯蔵しているアンゴルモアエネルギーを全て献上してしまうような契約を組まされてしまい、自身で制作した爆弾を自身が受けてしまうという悲惨な目にも遭った。
破壊大公 ギガストーム
第27話から登場。メガストームが物語後半で、気まぐれによる追放を恐れて抹殺しようとするスタースクリームの陰謀により、アンゴルモアエネルギーの煮え立つ谷へ落とされパワーアップした姿。「兄ちゃんのように強くなりたい」をいう意識が反映されており、その体現として、人型でなく巨大な恐竜の姿（破壊恐竜）となった。要塞宇宙船から放射される素粒子コントロール光線により、大きさを自由に変えられる。
武器は口から吐く3万度の火炎アンゴルモアバーン、頭部を反転させて後頭部から発射するヘッドミサイル、両肩の砲塔ストームガン、尻尾を振りまわして放つ竜巻テールストーム。巨大基地モードと攻撃要塞モードに変形することができ、後者は飛行することも可能であり、ダージガンとスラストールへの強化改造を行ったこともあった。なお、巨大基地モードはアニメ版未登場。
兄をも圧倒しうるパワーと巨体、劇中では明確なダメージ描写がほとんど無かったほどの強靭な装甲を手に入れ、再び兄に反心を抱くようになるが、進化前と比べて輪をかけて短絡的で好戦的な性格となっており、頭脳面においては依然として兄に遠く及ばない。それ以降はドジを踏み兄に助けを求めるなどやはり本質は変わっておらずガルバトロンを落胆させていたが、自らに付き従わせるためとはいえ、ダージとスラストにアンゴルモアエネルギーを分け与えてやるなど、徐々にではあるが彼の後継者としての素質を垣間見せていた。終盤にガルバトロンに兄弟愛を示すため、伝説の緑のライオンと化したライオコンボイに挑むも返り討ちにされ、やはり自分は兄のようにはなれなかったと嘆くが、それでも自分を褒めてくれたガルバトロンに感謝しながらエネルギー切れにより気を失ったが、マグマの熱で意識を取り戻す。崩壊するネメシスから、サイボーグビーストの手を借りて脱出するが、エピローグにおいて、「俺もいるんだぞ！」と叫んでいた。
続編『ネオ』の最終回のエピローグでは、セイバートロン星に帰還し、復興に携わる姿が描かれた。
漫画版での最終決戦でもライオコンボイに敗北したことやガルバトロンから初めて褒められたことは同じだが、こちらではガルバトロンへの対抗心からライオコンボイに攻撃を行い、ライオコンボイのパンチで胸部に風穴を開けられた。敗北後は進化前のメガストームの姿に戻った後に絶命した。
戦闘員
灰色の人型をした隊員。主に要塞内で活動している。オートローラーズも当初同じ姿をしていた。

#### コンバットロン
デストロン機甲部隊の主力。G1・G2にも同名の部隊があるが、兵器に変形するということ以外に共通点は無い。後に全員がアンゴルモアエネルギーにより、「サイボーグビースト」へと転生を果たした。続編『ネオ』の最終回のエピローグでは、ギガストームやオートローラーズと共にセイバートロン星に帰還し、復興に携わった。
航空参謀 スタースクリーム（ジェット戦闘機）
声 - 高橋広樹
チームの頭脳担当。ジェット機に変形する。計算高く狡猾な性格で、オネエ言葉で喋る。一人称は「わたし」だが、目上の者には「わたくし」と言う場合もある。ガルバトロンには忠誠を誓っているが、メガストームのことは疎ましく思っており、同時に警戒している。ダージとスラストの漫才コンビやオートローラーズの手柄に関しても不服に思っており、場合によっては妨害を行うこともある。医学にも覚えがあり、ガルバトロンがマグナボスとの戦闘で負傷した際には、B・Bと一緒に治療した（その時には手袋にマスクと手術に臨む医者の格好をした）。
初期のころは陰でメガストームのことは呼び捨てにしていたが、途中から陰でも「様」付けになる。しかしギガストームになってからは再び陰で呼び捨てにしている。
言葉遣いに関しては「高貴な生まれで、言葉づかいがていねいなだけ」とされている。
武器はビームとミサイルの両方を発射可能な二本一組の銃「スクリームワインダー」。B・Bとの「合体ステルスモード」ではバックパックを形成。
リアルモード時はボディカラーが青。ガイアでジェット戦闘機をスキャンした後のボディカラーは黒と紫である。
参謀総長 ヘルスクリーム
第31話から登場。サイボーグサメに変形。自分がアンゴルモアエネルギーに落とされた本当の理由を知ったギガストームの策略により、同じようにスタースクリームが落とされてパワーアップした姿。その風貌は進化前とは似ても似つかずサイボーグビースト戦士の中でも随一の凶悪な面構えをしており、B・Bとの合体機能も失ったが戦闘力は飛躍的に上昇しており、アンゴルモア融合炉をエネルギー源としたエンジンで稼働している。最終決戦ではガルバトロンに感化されて、仲間を見捨てるのを良しとしなくなった心境の変化をマックスビーたちに語ろうとしていた。
武器はビーストモードの頭部に当たる手持ち鋸ゲイルダガー（ビーストモード時はそのまま突撃兵器として扱う）と、尾びれに当たるブースターから繰り出す熱風テラーストーム、そこから発射するミサイルシャークワインダー。頭部を偵察メカ、ピーピングヘッドとして分離することも可能。
漫画版でもギガストームの手で崖に落とされた際にアンゴルモアエネルギーを浴びて進化したが、こちらではギガストームにオイル用のアンゴルモアエネルギーを取ってくるように命じられて、B・B、ダージ、スラストと一緒に崖から突き落とされ、落ちた場所がアンゴルモアエネルギー処理施設と知らずに温泉のように浸かっていたら、いつの間にか進化していたというギャグ的なものだった。アパッチからは「醜い姿」と言われてしまい（自分でも思わず言って落ち込み、ガルバトロンも同じことを言いかけた）、ガルバトロンからは「お前、誰？」と言われてしまった。
空爆兵 B・B（）
声 - 渡辺健
スタースクリームの忠実な部下。ステルス爆撃機と戦車に変形する。名前の読みは「'」で、。普段は「ラジャー」としか言わず、他の発言も単語のみなど寡黙。スタースクリームに忠実だが、彼の行動に突っ込むこともある。
武器は右肩の「B・Bランチャー」でマシンモードでは機体下に装備。ミサイルの他にもビームを発射。マシンモードでは翼の下からの「ボンバーミサイル」や煙幕ミサイルなど特殊弾を発射することもできる。第3形態の「タンクモード」になることも可能で、その際、B・Bランチャーは上部に備わる。スタースクリームとの合体形態の「合体ステルスモード」ではバックパック以外の部分を形成。スタースクリームとの合体技「フォーメーションスクリーム」は全砲門から全弾丸を打ち尽くす捨て身の大技。なお、フォーメーションスクリームは劇中では合体ステルスモードの名としても使われた。
リアルモード時はボディカラーが薄紫。ガイアで爆撃機をスキャンした後のボディカラーは黒と紫である。
護衛隊長 マックスビー
第31話から登場。スタースクリームと同時に進化した姿。サイボーグイヌに変形。台詞が「マックスラジャー」に変わり（「ラジャー」も頻繁に使用）、外見も大幅に変化したがヘルスクリームへの忠誠心は失われておらず、彼とのコンビネーション攻撃も健在である。
主要武器はビーストモードの尻尾の先端に鉄球が付いたテイルハンマー、尻尾の逆側からミサイルを放つテールガン、巨大で平らな銃バックスラップを持つ。バックスラップはフィギュアのギミックとしてはミサイルの発射と同時に巨大な刃が鋏の様に閉じることができるが、劇中ではビーストモード時に背中の飛行用ジェットエンジンになったりテールガンのものと同型のミサイルをスラップショットとして放つ機能が使用された。
なお、マックスビー、ダージガン、スラストールの3体は片方の目がスコープ状になっており、彼は左目、ダージガンとスラストールは右目がスコープ状になっている。また、彼はスコープに加えて照準装置のようなものが付いたヘッドセット状の装備で頭の左側が覆われている。ビーストモードの時も、左目が横長のスコープになっており、空から地中を探索していた。
航空士官 ダージ
声 - 竹本英史
スタースクリームをライバル視している漫才コンビのツッコミ役。ジェット機に変形する。火力は高くないが、小回りに優れている。スラストとコンビを組んでいる。関西弁で話す。性格は気性が荒く、皮肉や暴言を吐くことがある。
武器は脚部に携行している銃の「ダージガン」でオプションパーツによりロングバレルにすることも可能。翼の先端には「ダージミサイル」を装備している。
リアルモード時はボディカラーが水色。ガイアでジェット機をスキャンした後のボディカラーは青である。
テックスペックによると食通であり、エネルギーの質や調理方法にもこだわるタイプ。
海外にて公開されたビーストウォーズ前日譚『Theft of the Golden Disk』では、クライオテックのボディーガードとして登場している。
航空隊長 ダージガン
第32話から登場。サイボーグビーに変形。自分たちの弱さにコンプレックスを感じ、ギガストームの手でアンゴルモアエネルギーを注入されて強化した姿。名前はギガストームのより名づけられた。
スラストールと協力すれば確実にライオコンボイを倒せるほどの戦闘力を手にした。
武器は羽根から発する超音波ブラストリーダーを駆使した撹乱戦法を得意とするが、味方にも影響するため多用はできない（映画では、螺旋状の光線に変化している）。背中からコンピュータウイルスを打ち込むミサイル・ニードルランチャーを発射することもできる。これらはロボットモード、ビーストモードを問わず使用可能。ロボットモードでは、手持ちの銃ニードルショットを使用できる。
航空士官 スラスト
声 - 実近順次（現・実近順治）
ダージの相棒で同様に関西弁で喋る漫才コンビのボケ役（時折ポジションが逆になることもある）。ジェット機に変形する。相棒のダージ同様に小回りに優れ、火力の低さはコンビネーションで補っている。しかし、実力に関しては2人揃って1人前と言ったところ。
武器の「スラストガン」は形状以外はダージが使用する銃と同じ仕組みであり、マシンモードでは腕だけを変形させて使用する「フライングショット」を使用する。ダージと共にロボットモードとマシンモードの中間可変形態を見せたこともあった。
リアルモード時はボディカラーが黄緑色。ガイアでジェット機をスキャンした後のボディカラーは黄色である。
テックスペックによると錆びる理由で海風を嫌っており、従ってスクーバのことも嫌っているという表記がある。
突撃隊長 スラストール
第32話から登場。ダージと共にギガストームの手により強化された姿。サイボーグラプトルに変形。名前はダージガンと同様にギガストームにより名づけられた。
ビーストモード時・ロボットモード時共通の武器としては、ビーストモード時は頭、ロボットモード時は胸に、斬りつけた相手を凍らせる刃トラッシュホーンを、ロボットモード時は左足に装備し、ビーストモード時は胸から出現する剣ガッシュソードを備えるなど、肉弾戦において飛躍的に強くなった。ビーストモードでは飛行する描写がなく、ダージガンの脚にぶら下がって移動する描写がある。また、ロボットモードでも、初期は尻尾が変形したラプターシールドを回転させプロペラのようにして飛んでいたが、最終回では自力で飛行している。
火力武器としては、相手に噛みついてから爆発するダイノミサイルや、その先端から発射する光線、手から放つ光線、ラプターシールドの中心の穴から発射するミサイルと数多く披露している。
ギガストームによる肩入れ自体は本来スタースクリームらへの対抗意識から行ったものだが、進化後は強化してもらった恩もあってかギガストームの忠実な部下としてダージガンと共に尽力するようになる。

#### オートローラーズ
第2話から登場。デストロンに雇われた傭兵部隊。同じ傭兵であるインセクトロンとは浅からぬ因縁がある。初登場した際は、前述の戦闘員の状態であったが、ガイアのマザーコンピュータを用いて、工作機械をスキャンし姿を変えた。初期から登場しているが第10話まで言葉を発しなかった。彼らの主な任務は各施設の工作活動であるが、傭兵ゆえに戦闘にも長けている。アンゴルモアエネルギーを用いた施設を建造していることから高い技術力を有しており、スクーバから「デストロンで一番恐ろしいのはオートローラーズ」と言わしめたこともある。最終決戦ではガイアに残留するが、彼らの建設した多くの基地からアンゴルモアエネルギーが排出され、ネメシスに注がれていった。続編『ネオ』の最終回のエピローグでは、ギガストームとコンバットロン部隊のメンバーたちと共にセイバートロン星に帰還し、復興に携わった。漫画版には1コマだけ登場。
親衛隊長 オートスティンガー
声 - 宮澤正
オートローラーズのリーダー。ダンプカーに変形する。
武器は左手のペンチ式スタンガンと右手に仕込まれたオートミサイル。
ダンプカーに変形した際は、荷台に仲間を運ぶことが可能で、劇中では変形したオートジェッターや、ライオコンボイとの戦いで敗れたダージを運んだりもした。
惑星ガイアから何光年も離れた惑星ドロスの戦いでは、インセクトロンのビッグモスと敵味方に分かれて戦ったが、彼が同じ傭兵であることを知って助けたことがある。彼からは「スティンガー」と呼ばれる。その後、ライオコンボイの攻撃からビックモスにより助けられたことで、恩は帳消しとなった。
各書籍ではガルバトロンに忠実と記載されているが、劇中では「今はデストロンに従っているがいずれは出世して天下を取る」と語っている。
テックスペックではデストロンと敵対し敗れたが、ガルバトロンに処刑を免じられた過去を持つ。
陸上親衛隊 オートクラッシャー
声 - 上別府仁資
隊員の1人。強固な装甲とパワーが特徴。ホイールローダーに変形する。メンバー内では基地建設の際の仕事に満足しているなど温厚な面もあるが、テックスペックでは「軍人は闘いの意味を考える必要は無い」を座右の銘とし、若いデストロン兵を怒鳴りつけているという歴戦の鬼軍曹とされている。
武器は左手のチェーンソー・「スピンソー」と右手のミサイル砲。ホイールローダーに変形した際は、ショベル部分で仲間を運ぶことも可能で、劇中ではダージと同じくライオコンボイに挑んで敗れたスラストを運んだりもした。インセクトロンの中ではパワーハッグと因縁がある。
玩具では役割が「陸上親衛隊」から「陸上親衛隊長」へと変更されている。
航空親衛隊 オートジェッター
声 - 小和田貢平
隊員の1人。凶暴で好戦的な性格を持つ。ジェット戦闘機（F/A-18 ホーネット）に変形する。
武器は両腕のミサイル「ジェッターロケット」、ジェットモードの「ジェノサイドビーム」。胸部からのワイヤー。射撃系ながら格闘戦にも対応している。
変形することにより、飛行能力を持たない他のオートローラーズの仲間を空輸することもあり、劇中ではダンプカーに変形したオートスティンガーを運んでいた。インセクトロンの中では慎重（本人曰く「根暗」）なドリルナッツを嫌っている。その性格のため、オートスティンガーに武器を向けたこともある。
劇場版では、ビークルモードのみの登場だった。
テックスペックでは、インテークにトンボが入るという事故で墜落させられたことから虫が嫌いだとされている。
玩具では役割が「航空親衛隊」から「航空親衛隊長」へと変更されている。
突撃親衛隊 オートランチャー
声 - 岩崎征実
隊員の1人。装甲車に変形する。オートスティンガー以外の隊員2人と違い、単独行動を取ることがなく出番や活躍が少ない。また地下での作業の不満を持っていない。
武装が他のメンバーに比べて多く、武器は二丁拳銃と胸部のディスクミサイル「デッドランチャー」、肩のミサイル砲。玩具では銛型弾を放つランチャースピアも装備している。
テックスペックでは逆に目立ちたがり屋とされており、任務を無視して敵陣へ一番乗りしようとする面も持つ。また、放送当時のプレイングブックでは、ガルバトロンの影武者を気取って白けられた一幕が語られている。
玩具では役割が「突撃親衛隊」から「突撃親衛隊長」へと変更されている。

#### 宇宙海賊シーコンズ
第19話から登場。エネルギー売買を生業とする5体の宇宙海賊。海の生き物の姿を模したメカビーストに変身し、合体することで、ゴッドネプチューンになる。本編では単体でロボットモードに変形することはほとんどないが、劇場版ではロボットモードのみの登場だった。惑星ガイアに眠るアンゴルモアエネルギーを求めて飛来。海賊としてのプライドが高く、デストロンやサイバトロンにも理由が無い限り協力も敵対もしないが、サイバトロンとよく交戦していた。アンゴルモアエネルギーを諦め、ガイアを後にするが、人工惑星ネメシスに捉われてしまう。そこでガルバトロンに従わざるを得なくなり、ネメシスの力で操られ、ネメシスに向かう途中のサイバトロンと交戦する。ネメシスから開放された後は詫びとして、自分たちの船のエネルギーをサイバトロンに与えて、自分らは戦闘を行った小惑星を新たな船に出ることとなる。続編『ネオ』の最終回のエピローグではセイバートロン星に帰還し、ゴッドネプチューンの状態でセイバートロン星の復興に尽力していた。
漫画版ではゲストキャラ扱いで、ビッグホーンとスキュウレの結婚式（スキュウレはスクーバのことを「ビッグホーン」という名前と勘違いしていた）に乱入してきたデストロンを相手に、サイバトロンたちと共闘した。
劇場版では、宇宙空間でジョイントロンと交戦するが、テレポートゲート船の衝突により両軍とも宇宙の果てに飛ばされてしまった。
海賊頭領 ハーフシェル
声 - 西松和彦
シーコンズ頭領。メカカメに変身する。計算高く、金で動くタイプだが、情に脆く、親分肌の性格。子分には優しい人情家。子分からは「親分」と呼ばれている。交渉の際はロボットモードに変形する。ライオコンボイに人工惑星ネメシスの恐ろしさを伝え、次に再会した時に決着をつけることを誓っていた。
武器は背部の「シェルキャノン」と甲羅のシェルカッターを回転して突撃する「大車輪カッター」。ゴッドネプチューンに合体する際には胴体に変形する。
海賊雷撃兵 テラマンダー
声 - 上別府仁資
シーコンズで一番の下っ端。唯一飛行が可能。メカエイに変身する。のんびりした性格。
武器は側部からの魚雷「マンダーローク」尾からの光線「マンダーブレイク」尾と鰭の先端から集中した「マンダーレイザー」。名称不明だが、鼻部からも光線を発射。ゴッドネプチューンに合体する際には右脚に変形する。
海賊奇襲兵 シーファントム
声 - 一ノ渡宏昭
シーコンズの切り込み隊長で血気盛ん。メカサメに変身する。ハーフシェルへの忠誠心および仲間への思いも強い。
武器は牙の「ファントムジョーズ」背鰭と尾鰭で構成された「ファントムフィン」。ミサイルを発射するライフルや肩に担ぐミサイルランチャー、口から放つビームと火器も使用。「テレファントム」と呼ばれるテレポート能力も持つが、アニメ版では未使用。ゴッドネプチューンに合体する際には右腕に変形する。
海賊参謀 シーラゴン
声 - 宮澤正
シーコンズの老兵。メカシーラカンスに変身する。年齢は10万歳もしくは11万歳と語る（書籍では8万歳）。いろんなお宝の情報を知っており、肩書きの通り作戦を立てることもあるが、歳のせいか物忘れも酷いらしい。ハーフシェルからも敬意を払われているが、寝ていることが多く、怒鳴られる場面も多い。
武器は背中の鱗を飛ばす「シーラ吹雪」。歯の部分は入れ歯になっている。ゴッドネプチューンに合体する際には左腕に変形する。
海賊謀略員 スキュウレ
声 - 松本美和
コブシメの血を引くシーコンズの紅一点。メカイカに変身する。派手好きでプライドも高い。一人称は「あたい」で、激昂すると口調が荒っぽくなる。同じイカ型トランスフォーマーのスクーバに好意を抱き、スクーバのことを想い独り言をしていた際には、一人称が「ウチ」になり博多弁で喋っていた。だが、当のスクーバからは迷惑がられ、逆に好かれているビッグホーンを嫌っている。第22話では、ハーフシェル同様に単体でロボットモードへの変身が描かれた。
武器は多足からの多段レーザー砲「スキュウレーザー」とプラズマ手榴弾の「死の投げキッス」。ゴッドネプチューンに合体する際には左脚に変形する。
漫画版ではビッグホーンとスクーバが彼女を巡って決闘するエピソードがある（スクーバにはその気は無かったが、真剣なビッグホーンの姿を見て敢えて決闘に応じた）。スキュウレもビッグホーンを振ったものの、「アンタがイカに生まれてたら良かったのにね」と好意を抱いていることを匂わせる素振りはあった。
合体海神 ゴッドネプチューン
声 - 西松和彦
シーコンズの5体が合体した姿。主導権はハーフシェルが握っている。両足の2人はかなり重労働らしい。第25話でハーフシェルがライオコンボイに「一対一の戦い」を挑んだ際にも、1体であるゴッドネプチューンの姿で戦うが、デストロンの妨害により決闘は中断。それでも、奪ったエネルギーで宇宙に向かうことには成功した。第24話と劇場版ではトリプルダクス、第40話ではマグナボスとサイバトロンの合体戦士たちとも交戦した。
武器は海神剣と「シェルキャノン」。海を割る威力を誇る海神剣から繰り出す「ゴッドスプリット」が必殺技。また、海神剣からは電撃を放つこともできる。劇場版では両腕を発射し捕獲する技も使用。
ハーフシェルによるとゴッドネプチューンの名前は「強そうな名前だと相手がビビるから名付けた」とのこと。

### 月の監視者
惑星ガイアの月からガイアを監視しているアンドロイドとロボット。自分たちが監視者だということ以外は知らずに生きていたが、第四惑星の使者を通じて、自分たちが古代ガイア人が残した監視プログラムであったことを知る。バリアの影響でライオジュニアしか見えていないが、最終回でドームが破壊されたと同時にバリアも解除された。続編『ネオ』では第22話ではハインラッドが持っている写真内に登場し、同作の最終回のエピローグではセイバートロン星でアパッチや『ネオ』の一部のトランスフォーマー達とともに宴会を楽しんでいた。
映画と漫画版には未登場だが、漫画版の単行本第2巻のおまけイラストには描かれた。
アルテミス
声 - 樋口智恵子
少女型アンドロイド。ミーハーな性格で、スクーバとスタースクリーム（ヘルスクリーム）を「様」付けで呼ぶほどに慕っており、ガルバトロンやビッグモスのワイルドさにも多少惹かれている。最強戦士決定戦では勝手にスクーバとスタースクリームを代表としてしまい、スクーバとスタースクリームからも呆れられ、中断になってしまった。同じようにスクーバに好意を持つスキュウレのことはライバル視している。自分たちの出生を知った後は、無意識時に祈りを捧げることにより、月を動かし、ネメシスのアンゴルモアエネルギーの吸収を防げるようにもなった。その際は身体からオーラを発し、口調も穏やかなものになる。
ムーン
声 - 竹内順子
ウサギ型ロボット。語尾は「〜ムーン」。アルテミスとは異なり、人型のロボットに変身することができる。
ロボットモードでガイアに降り立ったこともあり、上記の通りバリアでライオジュニア（マグナボス）以外のトランスフォーマーたちには彼の存在は見えず、声も聞こえないが、人知れずサイバトロンの危機を救ったこともある。

### その他のキャラクター
白いライオン
第2話・第26話・第42話に登場。惑星ガイアに生息する体色が白く、鬣が黄色いライオン。ライオコンボイのスキャン元。ガイアに不時着したコンボイを救い、善のアンゴルモアエネルギーが漂う場所に連れて行ったライオコンボイの恩人。その後、デストロンにライオコンボイと勘違いされ、デストロンに捕獲されるがライオコンボイに救出される。またライオジュニアの育て親でもある。
タスマニアデビル
第1話と第4話に登場。キッドが惑星ガイアでスキャンした子供のタスマニアデビル。当初はキッドから疎まれていたが、アンゴルモアエネルギーの異変による暗雲を知らせたことからキッドは考えを改めて「アミーゴ」と呼ばれるようになり、仲良くなった。第4話ではデストロンに捕らわれたキッドを救うために奮闘し、サイバトロンの脱出も誘導した。脱出後、キッドは自分の軽率な行動を反省し、タスマニアデビルの子供のためにもデストロンからガイアを守ることを誓った。
コピーB・B
声 - 渡辺健
第18話に登場。惑星ガイアの古代遺跡より発掘されたコピーマシンから、機械の性能を試すために試験的に生まれたコピー。ボディカラーは灰色と黒を基調としている。性格はオリジナルとあまり変わらない。オリジナルと互角の戦いを繰り広げるも、メガストームの命令で破壊されてしまった。
コピーコンボイ
声 - 郷田ほづみ
第18話に登場。コピーマシンから、キッドの軽率な行動により誕生したライオコンボイのコピー。ボディカラーは灰色と黒を基調としている。ライオコンボイの戦闘力と知識を受け継いでいるが、口調は粗暴で、好戦的な性格。自分がオリジナルであることを主張し、サイバトロンと交戦。その後デストロンの申し出を断るふりをし、サイバトロンに協力を申し出る芝居を打ち、ダイバーを除く4人のサイバトロンのコピーを生み出してオリジナルたちを倒そうとする。一度は追い詰めるが、オリジナルたちも知らなかったナイアガラベースからの砲撃によりコピーの部下たちを倒され、コピーマシンもキッドに奪われた直後、ライオコンボイの手で破壊されたことにより消滅する。
玩具での名称はブラックライオコンボイ。
スターアッパー
コミックボンボンで行われたオリジナルトランスフォーマーコンテストの優勝者考案のトランスフォーマー。同誌に連載されていた漫画版に登場。カンガルーに変身する。
元々宇宙ボクシングの選手だが生まれついての気の弱さからタイトルマッチから逃げ出し、宇宙を放浪するうちにトランスフォームもまともにできなくなってしまう。ゆえにサイバトロンやデストロンどちらにも所属していない。ライオコンボイ不在時にアパッチからの救助要請を偶然キャッチし、「ちょっと司令官気分を味わえるかな」と思って惑星ガイアに着陸。サイバトロンの臨時司令官となる。その際に階級を「コンボイを越える超（スーパー）コンボイ 特殊潜入班ブリリアントスペシャル'98」と名乗っていた。気は弱いがそのパンチ力は絶大であり、ギガストームすら一撃で倒した。ライオコンボイの復帰後は自身もボクシング界に復帰。見事チャンピオンとなる。また、最初から彼を知っていたライオコンボイと正体を明かされたタスマニアキッド（薄々気づいていたような描写はあった）以外は最後までスターアッパーがサイバトロンからの助っ人だと信じていた。
必殺技は拳を亜光速で繰り出すことにより、相対性理論によってほぼ無限大にまで肥大した質量のパンチをぶつけるスターアッパー。
『ネオ』の第6話でブレイクの見ていたテレビ内の試合でビーストモードのみ登場している。
上記の通り、サイバトロンやデストロンではないが、ゲーム『決闘トランスフォーマー ビーストウォーズ ビースト戦士最強決定戦』ではサイバトロンと扱われている。また、ゲーム版と漫画版ではデザインが異なる面があり、漫画版ではグローブとタンクトップを着用している。

## 戦力

### サイバトロン宇宙警備隊
ユキカゼ
サイバトロン宇宙基地に配備されていたライオコンボイ部隊の大型宇宙母船。船を管理するナビゲーション型コンピュータ（通称「ナビ」）を搭載しており、サイバトロンに的確なアドバイスを与えることが可能。ワープ航行能力も有する。周囲に「カモフラージュ・バリア」を張り巡らすことができ、敵に船の場所が露呈するのを防ぐこともできた。
ガルバトロン部隊の影響による惑星ガイアのエネルギー異常を調査するため、司令官不在のライオコンボイ部隊によって運用され、サイバトロン宇宙基地から発進している。しかし、惑星ガイアの軌道上で地上からのデストロンの攻撃を受け損傷、クルーたちはポッドで惑星に降下し、本船も北の大陸に不時着した。その後、変形・改造され、惑星ガイアでのサイバトロンの拠点として利用されている。ナビによって大気が調整されたため、船内では長時間ロボットモードでいても問題なかった。
人工惑星ネメシスに向かうために解体され、宇宙船のカタパルトなどに本船のパーツが流用された。
劇場版では北極に落下した謎の宇宙船の調査のために飛行した。
デザインモチーフはアノマロカリス。
サイバトロンバスター
サイバトロンが使用する光線銃。銃を持たないビッグホーンやダイバーが主に使用していた。劇場版でのマジンザラック戦とテレポート・ゲート破壊の際には別の銃火器を使用。
続編『ネオ』にも登場している。
ナイアガラベース
ダイバーがサイバトロン基地周辺の滝を改造して密かに建造していた秘密基地。巨大砲台「ナイアガラキャノン」を装備し、周囲に相手の足を絡め取る植物のダミーが設置されている。
第38話で、デストロンに対する囮として使用され、爆弾で破壊される。
中型機
ユキカゼに搭載されている3人乗りの中型機。2機存在する。大気圏内でも飛行が可能のため、様々な場所に移動することができ、重宝された。変形し、小型の前線基地としても機能。母船に搭載されているものと同一のナビによって管理されており、また、カモフラージュ・バリア発生装置や偵察用ロボット、2本のアームなども装備されている。ビーム弾を発射することもできたが、あまり武装は使用されていない。
ジョイントロンが1機にパーティー用の飾り付けを施したこともあった。
サイバトロンたちは南の大陸や東の大陸、海の大陸などに移動し、アンゴルモアエネルギー冷凍作戦の際にも、冷却装置が設置されるなど、幅広く運用された。
サイバーキャリア
玩具での名称はサイバトロン移動基地。スカイワープとサントンが、惑星ガイアへの航行に使用した宇宙船。かなりのスピードが出せるらしく、太陽系外縁部から惑星ガイアまで、（人工惑星ネメシスに比べ）比較的短時間で到着しているが、ワープが可能かは不明。
スカイワープたちはこの宇宙船で惑星ガイアに向かう途中、ネメシスの威容を目撃した。ガイア到着後は、北極に落下した謎の宇宙船の調査の際などに利用され、その後、ガイアの大気圏離脱用の増加ブースターを追加することで、人工惑星ネメシスに直接乗り込み破壊する「作戦コードネームZ」にも用いられた。惑星ガイアを離脱後、宇宙船はシーコンズの襲撃によってネメシスへの軌道を外れ、小惑星に不時着する事態となったが、月の引力を利用したスイングバイを敢行し、何とか人工惑星ネメシスへと辿り着いた。最後はデストロンを欺き、時限爆弾によって爆破されている。
玩具では宇宙船型のキャリアモードからタワーベースに変形し、高起動戦闘機ガイブレード、偵察機シャイニード、重爆撃機Tボンバー、戦闘攻撃機ジャグラーを搭載している。
タコタンク
万能攻撃戦車。スクーバの親族一同からの贈り物。8本のタコ足で移動し、吸盤式になっているので傾斜を進むこともできる。口からはタコスミやレーザーを発射する。操縦席はスクーバ用にチューンナップされており、タスマニアキッドが乗って、暴走して自爆するモードのボタンを押した（再び押して解除ボタンを押すことにより停止する）際はお尻が詰まってしまった。普段はナイアガラベースに格納されている。ネメシスでの最終決戦でも使用され、最終回でどうなったかは不明だったが、続編『ネオ』の最終回で健在であることが確認された。
フォバー/スミイカー
タコタンクの頭部をドームアップすることにより出現する操縦席。ホバー形態のフォバーからバイク形態のスミイカーに変形する。両脇に備えられたミサイル「スルメワインダー」が武器。劇中ではスクーバのほか、ライオジュニアも搭乗した。
劇場版には登場しない。

### ジョイントロン
サイバトロン旧式宇宙船
ジョイントロンたちが惑星トリアスへの航行に使用した宇宙船。比較的小型でシンプルな構造となっている。しかし、その途中故障が発生したため、急遽惑星ガイアに不時着する事態となった。落下の際船体は大きな損傷を負ったが、その後のスタースクリームたちの攻撃によって、完全に大破している。

### デストロン機甲軍団
ガルバブルク二世
ガルバトロン部隊が運用した大型要塞宇宙船。劇中では「要塞宇宙船」とのみ呼称された。スパイクやドリルなど、威圧的かつ無骨なデザインが特徴で、前部は顔のような形状となっている。宇宙・大気圏内を飛行できるだけでなく、水中を潜航することも可能など、万能さを誇り、終始デストロンの巨大要塞として利用された。口にあたる部分は開閉し、コンバットロンなどの発進用ゲートとなり、"目"からは、ギガストームの身体のサイズを変える「素粒子コントロール光線」を発射する。船底のハッチからは爆弾などの投下も可能。また、クジラなどの海洋生物を模した潜水艇も数隻搭載していた。
ガルバトロンたちが人工惑星ネメシスに向かう際にも使用されたが、戦闘の最中、スクーバに鹵獲され、最後はネメシスの爆発に巻き込まれてしまった模様。
漫画版の『ネオ』ではガイアに残されたままだったが、マグマトロン部隊が黒球の隠し場所に使っていた。
人工惑星ネメシス
デストロンの総力を結集して建造され、宇宙航行能力を有する月の2倍ほどの大きさを持つ人工天体。
ガルバトロンが全てのアンゴルモアエネルギーを手に入れるために呼び寄せ、太陽系の外から通常航行で各惑星を破壊しつつ惑星ガイアへと向かってきた。ネメシスの接近によって、惑星ガイアのアンゴルモアエネルギーは悪に大きく染まり活発化、暴走してしまう。そして、ガイアの衛星軌道に到達直後、アンゴルモアエネルギーを内部に吸い込み始めた。
サイバトロンとデストロンの最終決戦の場となり、その際ガルバトロンはライオコンボイたちとの最後の一騎討ちで、自らエネルギーを吸収、巨大化し圧倒的な力を得るが、限界以上に取り込もうとしたため、危うく惑星ガイアをも完全に消滅させるほどの大爆発を起こしそうになった。だが、緑のライオンがエネルゴンマトリクスの力でエネルギーをカプセルに封じ込め宇宙の各地に分散、大爆発は辛うじて防がれた。最後はスクーバの仕掛けた爆弾とわずかなアンゴルモアエネルギーによって、ネメシスはガルバトロンの野望と共に消滅。爆発のエネルギーでワームホールが生まれ、生き延びたサイバトロンとデストロン両軍は、それに吸い込まれていった。
なお、ネメシスの爆発で分散されたアンゴルモアエネルギーが入ったカプセルは続編『ネオ』で重要なアイテムになる。
ガルバトロンデカヅラ戦車
漫画版に登場。ガルバトロンの顔を模した水陸両用戦車で動力には眠っている最中のガルバトロンのアンゴルモアエネルギーが使われている。雨で油断しているサイバトロンを攻撃するために出撃し、サイバトロンの攻撃を一切寄せ付けなかったが、底部だけは脆く、アパッチの指示を受けたスクーバの手により水中内で底部を爆破されてしまい、破損場所から機内に浸水。その混乱の隙を生じて乗り込んできたライオコンボイの攻撃でふらついたメガストームが自爆スイッチを押してしまったため、爆発した。

### 宇宙海賊シーコンズ
シーコンズ光子帆船
宇宙海賊シーコンズのシンボルでもある帆船型宇宙船。太陽の光の粒子（光子）を帆に受け航行する、（形状的にも）かなり特殊なタイプの宇宙船であるこの海賊船は、シーコンズの「魂」。武装に3連装ビーム砲を多数装備しており、ワープも可能。
惑星ガイア侵入後、ライオコンボイ部隊との最初の戦闘でボンベの中のアンゴルモアエネルギーを一気に解き放たれ、船はその爆発で損傷を被ってしまった。部品不足によって修理もままならず、さらにエネルギーの不足で惑星ガイアの大気圏を抜け出すこともできなくなってしまったが、最終的にサイバトロンからエネルギーを奪い宇宙に飛び立っている。その後人工惑星ネメシスの引力に捕まるが、ガルバトロンの下に付いたことで、船は破壊を免れた（これ以前は帆などに応急修理の跡が見られたが、ガルバトロンに資材を提供されたのか、以後は元の完全な状態に戻っていた）。人工惑星ネメシスへと向かうライオコンボイ部隊との小惑星での戦いの後、エネルギーをサイバトロンに提供したハーフシェルは、「これからはこの小惑星が俺たちの宇宙船だ」と語り、そこに留まっている。
『ネオ』の最終回のエピローグのセイバートロン星には、彼らと帆船の健在な姿があった。

## 設定
劇中では基本的に、太陽系の各惑星を第五惑星、第四惑星と数字で呼称していたが、古代ガイア人の台詞の中でのみ「火星」という名前が使われている。火星には、かつて人類がコロニーを築いていたようで、アンゴルモアエネルギーが悪に傾いた際には、そこにあるピラミッドが発動し、惑星ガイアのマザーコンピュータを制御するロボットを送り込む仕掛けになっていた。
惑星ガイア
本作品の舞台。太陽系に位置する惑星。豊かな自然に恵まれた惑星で、強力なエネルギー「アンゴルモアエネルギー」がある。このエネルギーは惑星の地底をマグマのように流れている。惑星の大気はトランスフォーマーのロボットとしての身体を錆びさせるため、サイバトロンは惑星にいる動物を、デストロンは惑星のコンピュータから兵器類を、それぞれスキャンして適応できるようにした。
作中では未来の地球であることが示唆されていたが、武上純希は「地球によく似た別の惑星」と語っている。過去作や後続の作品に影響を与えないように設定された。
本惑星の大陸など
北の大陸
ライオコンボイ部隊の基地がある。
南の大陸
インセクトロンのテリトリーや、人面ピラミッドがある。
東の大陸
ジョイントロン船が不時着、彼らが活動。
海の大陸
シーコンズの活動範囲。
北極
謎の宇宙船が落下し、テレポートゲートが作動。
アンゴルモアエネルギー
惑星ガイアで長きに渡り眠っていた超強力なエネルギー。「神秘の力」、「惑星ガイアの命」などと呼ばれ、ガイアにとって重要なものだった。だがそれは、手にした者の心の思ったことを現実にすることができるという善悪両面の性質を持つ危険なエネルギーでもあった。
劇中ではエネルゴンマトリクスとの作用によってライオジュニアを生み出す、メガストームやスタースクリームたちの進化、ライオジュニアのデストロンへの傾倒など、さまざまな効果を発揮している。
そのエネルギーの正体が、続編である『ネオ』で判明することとなる。
古代ガイア人
過去に惑星ガイアに住んでいた人々。惑星ガイア各地には、人類の文明の跡として、廃墟や遺跡、巨大なスーパーコンピュータなどが残されていた。デストロンたちはそのコンピュータから、兵器や機械の情報をスキャンした。
かつて人類は、惑星ガイアに高度な文明を築き上げていた。そして彼らは、惑星に眠るアンゴルモアエネルギーを取り出すことに成功。しかし、そのエネルギーの性質を知り、人の悪い心で使えば、最終的には宇宙全体をも滅ぼしてしまうと悟り、人類は惑星ガイアと宇宙を滅亡から救うため、数万年前故郷を離れると同時に、月内部にドームを建造。2体のガイア監視用アンドロイドのアルテミスとムーンを残した。
月
惑星ガイアの衛星で、ドーム内にいるアルテミスとムーンがここから常時、ガイアを見守っている。
もし惑星ガイアのアンゴルモアエネルギーが悪に大きく傾き、ガイア自体が危機に陥った際、アルテミスが隠された力を発揮し、月をガイアに衝突させ、エネルギーを消滅させるシステムが備わっている。その証拠に劇中でアルテミスの力は、月を移動させている。
最終回でネメシスの爆発と同時にドームが破壊されたが、アルテミスとムーンは無事に生還している。

## 玩具
玩具はサイバトロンはおもに前作『ビーストウォーズ』にて海外発売されていたがテレビシリーズには登場しなかったキャラクター、デストロンはおもに旧トランスフォーマーシリーズ（『G-2』など）で発売されたキャラクターを改修したものである。ライオコンボイ、ガルバトロンなどは日本オリジナル商品であり、後に海外でもネット通販限定で発売された。
以下は、その商品リスト。

### サイバトロン
- C-12 アパッチ（サイズ：メガ）（1998年3月発売）
- C-13 ビッグホーン（サイズ：デラックス）（1998年3月発売）
- C-14 タスマニアキッド（サイズ：ベーシック）（1998年3月発売）
- C-15 スクーバ（サイズ：ベーシック）（1998年3月発売）
- C-16 ライオコンボイ（サイズ：ウルトラ）（1998年5月発売）

本作品用の新規商品。ネット通販限定でアメリカでも販売された。
- ブラックライオコンボイ

トイザらス限定。販売前にコミックボンボン 1998年9月号の懸賞の賞品になっており、こちらにはシリアルナンバーが記されている。
- フラッシュライオコンボイ

劇場版公開記念に販売された。
- C-17 ビッグモス（サイズ：メガ）（1998年6月発売）
- C-18 パワーハッグ（サイズ：デラックス）（1998年6月発売）
- C-19 トンボット（サイズ：デラックス）（1998年6月発売）
- C-20 マンティス（サイズ：デラックス）（1998年6月発売）
- C-21 ドリルナッツ（サイズ：ベーシック）（1998年6月発売）
- C-22 シザーボーイ（サイズ：ベーシック）（1998年6月発売）

インセクトロンは、初期の商品カタログなどにおいて、海外版の写真が使用されていた。
- C-23 DJ（サイズ：ベーシック）（1998年7月発売）
- C-24 モーターアーム（サイズ：ベーシック）（1998年7月発売）
- C-25 ギムレット（サイズ：デラックス）（1998年7月発売）
- C-26 ライオジュニア（サイズ：ベーシック）（1998年9月発売）
- C-27 スカイワープ（サイズ：ベーシック）（1998年9月発売）
- C-28 サントン（サイズ：デラックス）（1998年9月発売）
- X-2 ダイバー&ナイアガラベース（サイズ：ベーシック）（1998年3月発売）
- X-3 トリプルダクス（サイズ：ウルトラ）（1998年7月発売）

DJ、モーターアーム、ギムレットのセット品。
- X-4 マグナボス（サイズ：ウルトラ）（1998年9月発売）

ライオジュニア、スカイワープ、サントンのセット品。
- X-5 イカード&タコタンク（サイズ：ベーシック）（1998年10月発売）

イカードはスクーバの彩色変更品。タコタンクはオリジナル商品。

### デストロン
「D-27」「D-28」は欠番となっている。
- D-12 メガストーム（サイズ：ウルトラ）（1998年3月発売）
- D-13 スタースクリーム&BB（サイズ：ウルトラ）（1998年3月発売）

G-2の「スモークスクリーン&空爆参謀ドレッドウイング」の塗装変更品。
- D-14 ダージ（サイズ：ベーシック）（1998年3月発売）
- D-15 スラスト（サイズ：ベーシック）（1998年3月発売）
- D-16 ガルバトロン（サイズ：ウルトラ）（1998年5月発売）

ライオコンボイ同様の新規製品。ネット通販限定でアメリカでも販売された。
- D-17 オートスティンガー（サイズ：デラックス）（1998年4月発売）
- D-18 オートクラッシャー（サイズ：デラックス）（1998年4月発売）
- D-19 オートジェッター（サイズ：デラックス）（1998年4月発売）
- D-20 オートランチャー（サイズ：デラックス）（1998年4月発売）

オートローラーズは、初期の商品カタログなどにおいて、G2期のリカラー前の写真が使用されていた。
- D-21 ゴッドネプチューン（サイズ：ウルトラ）（1998年7月発売）

『トランスフォーマー 超神マスターフォース』に登場したキングポセイドンの塗装変更品。
- D-22 ギガストーム（サイズ：ウルトラ）（1998年10月発売）

『戦え!超ロボット生命体トランスフォーマー2010』などに登場したダイナザウラーの塗装変更品。
- D-23 ヘルスクリーム（サイズ：デラックス）（1998年10月発売）
- D-24 マックスビー（サイズ：デラックス）（1998年10月発売）
- D-25 ダージガン（サイズ：デラックス）（1998年11月発売）
- D-26 スラストール（サイズ：デラックス）（1998年11月発売）

### 対決セット
「VS-21」-「VS-28」は欠番となっている。
- VS-12 大砲の対決 アパッチVSメガストーム（1998年3月発売）

アパッチとメガストームのセット。
- VS-13 2対1の対決 ビッグホーンVSスタースクリーム&BB（1998年3月発売）

ビッグホーンとスタースクリーム&BBのセット。
- VS-14 地平線の対決 タスマニアキッドVSダージ（1998年3月発売）

タスマニアキッドとダージのセット。
- VS-15 水平線の対決 スクーバVSスラスト（1998年3月発売）

スクーバとスラストのセット。
- VS-16 史上最大の対決 ライオコンボイVSガルバトロン（1998年5月発売）

ライオコンボイとガルバトロンのセット。
- VS-17 秘境の対決 ビッグモスVSオートスティンガー（1998年6月発売）

ビッグモスとオートスティンガーのセット。
- VS-18 重装甲の対決 パワーハッグVSオートクラッシャー（1998年6月発売）

パワーハッグとオートクラッシャーのセット。
- VS-19 成層圏の対決 トンボットVSオートジェッター（1998年6月発売）

トンボットとオートジェッターのセット。
- VS-20 円盤の対決 マンティスVSオートランチャー（1998年6月発売）

マンティスとオートランチャーのセット。

### その他の商品
- S-2 ムーン（サイズ：ベーシック）（1998年10月発売）

一般発売では黄色のカラーリング。一般発売前に懸賞の賞品にもなっており、アニメに近い白色のカラーリング。なお、サイバトロンおよびデストロンではないので、代わりにウサギのエンブレムになっている。
- サイバトロンバスター

なりきり玩具。ライト&サウンドギミック搭載。
- サイバトロン移動基地（1998年10月発売）

劇中ではスカイワープとサントンが乗ってきた船である。玩具では作中と違い、展開して基地として遊ぶことができる。彩色済みフィギュア「ビーストコレクション」のトリプルダクス、マグナボスが付属。

## スタッフ
- 企画 - 片岡義朗、佐藤俊彦
- プロデューサー - 岩田牧子（テレビ東京）、梅下博文、酒井あきよし
- シリーズ構成 - 武上純希
- キャラクターデザイン - 大河広行、やまだたかひろ、小川浩
- 音楽 - 林有三
- 音響監督 - 高橋秀雄
- 美術監督 - 坂本信人
- 色彩設定 - 梅田祐樹
- キャスティング - 松田誠、ネルケプランニング
- 番組宣伝 - 佐々由美（テレビ東京）、青木亮介（テレビ東京）
- 制作担当 - 平瀬清範
- 音楽制作 - 日本コロムビアレコード
- 音楽プロデューサー - 前山寛邦
- 監督 - 関田修
- 製作 - テレビ東京、NAS、葦プロダクション

## 主題歌
オープニングテーマ
「GET MY FUTURE」（第1話 - 第27話）
作詞・作曲・編曲・演奏・歌 - Cyber Nation Network
「SUPER VOYAGER」（第28話 - 第43話）
作詞・作曲・編曲・演奏・歌 - Cyber Nation Network
エンディングテーマ
「夢のいる場所」
作詞 - 許瑛子 / 作曲 - 石川寛門 / 編曲 - 京田誠一 / 歌 - 米屋純

## 各話リスト
タイトルコールは郷田ほづみ、ナレーションはの小村哲生、次回予告ではアルテミスとムーンが担当。
| 話数 | サブタイトル                 | 脚本                       | コンテ            | 演出       | 作画監督            | 放送日        | 収録VHS |
| ---- | ---------------------------- | -------------------------- | ----------------- | ---------- | ------------------- | ------------- | ------- |
| 1    | 新軍団登場!                  | 武上純希                   | 関田修            | 行田進     | 新井豊              | 1998年 4月1日 | ACT.1   |
| 2    | 白いライオン、走る!          | 武上純希                   | 高山秀樹          | 高山秀樹   | 落合正宗            | 4月8日        | ACT.1   |
| 3    | ビッグホーンの怒り           | 大橋志吉                   | 山口美浩          | 山口美浩   | 土屋幹夫 木下勇喜   | 4月15日       | ACT.1   |
| 4    | 湖のワナ                     | 神戸一彦                   | 小野勝巳          | 小野勝巳   | 菊池城二            | 4月22日       | ACT.2   |
| 5    | 復活ガルバトロン             | 大橋志吉                   | 横田和善          | 横田和善   | 桜井木ノ実          | 4月29日       | ACT.2   |
| 6    | 古代遺跡のナゾ               | 武上純希                   | 高山秀樹          | 高山秀樹   | 金大中              | 5月6日        | ACT.2   |
| 7    | 昆虫軍団現わる!              | 神戸一彦                   | 黒田康弘          | 岡崎幸男   | 布施木和伸          | 5月13日       | ACT.3   |
| 8    | 敵・味方?昆虫ロボ            | 大橋志吉                   | 菊池一仁          | 小野勝巳   | 菊池城二            | 5月20日       | ACT.3   |
| 9    | 最強タッグ結成?              | 神戸一彦                   | 菊池一仁          | 山口美浩   | 木下勇喜            | 5月27日       | ACT.3   |
| 10   | オートローラーズ出撃せよ!    | 神戸一彦                   | 菊池一仁          | 高山秀樹   | 棚澤隆              | 6月3日        | ACT.4   |
| 11   | 危うし!シザーボーイ          | 大橋志吉                   | 菊池一仁          | 山崎良夫   | 林和男              | 6月10日       | ACT.4   |
| 12   | ガルバトロン大暴走!!         | 武上純希                   | 菊池一仁          | 小野勝巳   | 金大中              | 6月17日       | ACT.4   |
| 13   | デストロン総攻撃!（総集編1） | 武上純希 大橋志吉 神戸一彦 | 関田修            | 山口美浩   | 土屋幹夫            | 6月24日       | ACT.5   |
| 14   | 合体巨人トリプルダクス       | 大橋志吉                   | 岡崎幸男          | 岡崎幸男   | 布施木和伸 文弾幻司 | 7月1日        | ACT.5   |
| 15   | 陽気なジョイントロン         | 神戸一彦                   | 菊池一仁          | 菊池一仁   | 金大中              | 7月8日        | ACT.5   |
| 16   | 恐るべし合体作戦?            | 武上純希                   | 山口美浩          | 山口美浩   | 新井豊 土屋幹夫     | 7月15日       | ACT.6   |
| 17   | リーダーは誰だ!?             | 大橋志吉                   | 菊池一仁          | 小野勝巳   | 金大中              | 7月22日       | ACT.6   |
| 18   | 黒いライオコンボイ           | 武上純希                   | 高遠和茂          | 浜野裕治   | 林和男              | 7月29日       | ACT.6   |
| 19   | 宇宙海賊シーコンズ!          | 武上純希                   | 菊池一仁          | 牧野滋人   | 新井豊 土屋幹夫     | 8月5日        | ACT.7   |
| 20   | 最強戦士は誰だ!?（総集編2）  | 武上純希                   | 関田修            | 山口美浩   | 土屋幹夫            | 8月12日       | ACT.7   |
| 21   | イカしたスクーバ             | 大橋志吉                   | 高遠和茂          | 山崎友正   | 井上和男            | 8月19日       | ACT.7   |
| 22   | メガストームの計算           | 神戸一彦                   | 菊池一仁          | 菊池一仁   | 金大中              | 8月26日       | ACT.8   |
| 23   | 海中の対決                   | 武上純希                   | 祐天寺健          | 祐天寺健   | 祝浩司 朴炯仁       | 9月2日        | ACT.8   |
| 24   | 夕陽に向かって               | 大橋志吉                   | 山口美浩 奥田誠治 | 山口美浩   | 新井豊 土屋幹夫     | 9月9日        | ACT.8   |
| 25   | 最後の戦い                   | 神戸一彦                   | 高遠和茂          | 山内富夫   | 村上勉              | 9月16日       | ACT.9   |
| 26   | ライオジュニア登場           | 武上純希                   | 奥田誠治          | 御厨恭輔   | 李鐘玄              | 9月23日       | ACT.9   |
| 27   | 新生メガストーム             | 武上純希                   | 高遠和茂          | 石崎すすむ | 牛島勇二            | 9月30日       | ACT.9   |
| 28   | 新兵器タコタンク             | 大橋志吉                   | 菊池一仁          | 山内富夫   | 村上勉              | 10月7日       | ACT.10  |
| 29   | 人工惑星ネメシス（総集編3）  | 武上純希                   | 関田修            | 山口美浩   | 新井豊              | 10月14日      | ACT.10  |
| 30   | ギガストームの裏切り         | 大橋志吉                   | 祐天寺健          | 糸賀槙太郎 | 朴炯仁              | 10月21日      | ACT.10  |
| 31   | スタースクリームの最期       | 武上純希                   | 奥田誠治          | 畠山茂樹   | 阿部宗孝            | 10月28日      | ACT.11  |
| 32   | ライオコンボイ暗殺計画       | 武上純希                   | 御厨恭輔          | 金玉零     | 金玉零              | 11月4日       | ACT.11  |
| 33   | アンゴルモア冷凍大作戦       | 大橋志吉                   | 石崎すすむ        | 石崎すすむ | 田中三郎            | 11月11日      | ACT.11  |
| 34   | ネメシスをぶっ飛ばせ!        | 武上純希                   | 奥田誠治          | 山内富夫   | 浅沼昭弘            | 11月18日      | ACT.12  |
| 35   | ライオジュニアの反乱!        | 神戸一彦                   | 黒田やすひろ      | 糸賀慎太郎 | 朴炯仁              | 11月25日      | ACT.12  |
| 36   | 第四惑星の使者               | 武上純希                   | 菊池一仁          | 畠山茂樹   | 阿部宗孝            | 12月2日       | ACT.12  |
| 37   | 惑星ガイアの危機             | 武上純希                   | 菊池一仁          | 柳瀬雄之   | 柳瀬雄之            | 12月9日       | ACT.13  |
| 38   | 飛び出せ!惑星ガイア          | 大橋志吉                   | 奥田誠治          | 石原慎二郎 | 村上勉              | 12月16日      | ACT.13  |
| 39   | 勢揃い!三十九戦士（総集編4） | 武上純希                   | 山口美浩          | 山口美浩   | 阿部宗孝            | 12月23日      | ACT.13  |
| 40   | 宇宙海賊の復讐               | 神戸一彦                   | 布施木和伸        | 糸賀慎太郎 | 朴炯仁              | 1999年 1月6日 | ACT.14  |
| 41   | ネメシスへの突入             | 武上純希                   | 奥田誠治          | 三泥無成   | 牛島勇二            | 1月13日       | ACT.14  |
| 42   | 伝説!緑の戦士                | 武上純希                   | 菊池一仁          | 柳瀬雄之   | 柳瀬雄之            | 1月20日       | ACT.14  |
| 43   | さらば!ライオコンボイ        | 武上純希                   | 畠山茂樹          | 畠山茂樹   | 阿部宗孝            | 1月27日       | ACT.14  |

## 放送局
放送日時は個別に提示されているものを除き、1998年10月時点のものとする。
| 放送地域       | 放送局           | 放送時間           | 系列           | ネット状況 | 備考            |
| -------------- | ---------------- | ------------------ | -------------- | ---------- | --------------- |
| 関東広域圏     | テレビ東京       | 水曜 18:30 - 19:00 | テレビ東京系列 | 制作局     |                 |
| 北海道         | テレビ北海道     | 水曜 18:30 - 19:00 | テレビ東京系列 | 同時ネット |                 |
| 愛知県         | テレビ愛知       | 水曜 18:30 - 19:00 | テレビ東京系列 | 同時ネット |                 |
| 大阪府         | テレビ大阪       | 水曜 18:30 - 19:00 | テレビ東京系列 | 同時ネット |                 |
| 岡山県・香川県 | テレビせとうち   | 水曜 18:30 - 19:00 | テレビ東京系列 | 同時ネット |                 |
| 福岡県         | TXN九州          | 水曜 18:30 - 19:00 | テレビ東京系列 | 同時ネット | 現：TVQ九州放送 |
| 青森県         | 青森放送         | 月曜 15:55 - 16:25 | 日本テレビ系列 | 遅れネット |                 |
| 岩手県         | テレビ岩手       | 月曜 16:28 - 16:55 | 日本テレビ系列 | 遅れネット |                 |
| 宮城県         | 仙台放送         | 月曜 16:25 - 16:55 | フジテレビ系列 | 遅れネット |                 |
| 秋田県         | 秋田朝日放送     | 火曜 16:30 - 17:00 | テレビ朝日系列 | 遅れネット |                 |
| 山形県         | 山形放送         | 火曜 16:00 - 16:30 | 日本テレビ系列 | 遅れネット |                 |
| 福島県         | 福島中央テレビ   | 月曜 16:00 - 16:28 | 日本テレビ系列 | 遅れネット |                 |
| 新潟県         | テレビ新潟       | 月曜 16:00 - 16:30 | 日本テレビ系列 | 遅れネット |                 |
| 長野県         | テレビ信州       | 金曜 16:02 - 16:32 | 日本テレビ系列 | 遅れネット |                 |
| 石川県         | テレビ金沢       | 金曜 17:00 - 17:30 | 日本テレビ系列 | 遅れネット |                 |
| 静岡県         | テレビ静岡       | 日曜 5:45 - 6:15   | フジテレビ系列 | 遅れネット |                 |
| 広島県         | 中国放送         | 土曜 7:00 - 7:30   | TBS系列        | 遅れネット |                 |
| 愛媛県         | 愛媛朝日テレビ   | 土曜 7:00 - 7:30   | テレビ朝日系列 | 遅れネット |                 |
| 長崎県         | テレビ長崎       | 土曜 6:00 - 6:30   | フジテレビ系列 | 遅れネット |                 |
| 鹿児島県       | 鹿児島読売テレビ | 水曜 17:00 - 17:30 | 日本テレビ系列 | 遅れネット |                 |
| 沖縄県         | 沖縄テレビ       | 水曜 15:55 - 16:25 | フジテレビ系列 | 遅れネット |                 |

## 映像ソフト化
- VHS
パイオニアLDCから1998年7月28日から1999年5月28日まで毎月2巻ずつ発売。全14巻。
- DVD
  - ビーストウォーズII 超生命体トランスフォーマー DVD-BOX（スーパー・ビジョン）
2011年10月20日に発売。

## CD
いずれも日本コロムビアより発売。
GET MY FUTURE
1998年5月21日に発売。
夢のいる場所
1998年5月21日に発売。
SUPER VOYAGER
1998年10月31日に発売。
ビーストウォーズII 超生命体トランスフォーマー CYBER MUSIC オリジナル・サウンド・トラックVoL.1
1998年8月21日に発売。
ビーストウォーズII 超生命体トランスフォーマー Hyper Music オリジナル・サウンド・トラックVoL.2
1998年11月21日に発売。

## 漫画版
今木商事作、コミックボンボンにて1998年7月号から1999年2月号に連載された。全8話。全2巻。アニメ終了にともない連載も終了し、次回作の『ネオ』、『メタルス』へと続いた。本作品は比較的アニメ版に沿った内容だが、「ネオ」以降はオリジナル設定が大半を占め、いわゆる「熱い」展開ながらもアニメ版よりも重く悲劇的な展開になることが多かった。また、3作とも変身の掛け声に「トランスフォーム」のルビが振られたり、身体の一部を変形途中状態にして武器とする「クリーチャーモード」が披露された。単行本2巻ではキッドのTシャツをプレゼントする企画が行われた。
- 「ビーストウォーズII（セカンド）」
  - 第1巻 1998年11月6日、ISBN 4-06-323852-0
  - 第2巻 1999年3月5日、ISBN 4-06-323864-4

### エピソード一覧
- MISSION-001「超弩級戦車を粉砕せよ!」1998年7月号に掲載
- MISSION-002「神秘島に潜入せよ!」1998年8月号に掲載
- MISSION-003「捕われし魂（マトリクス）を解放せよ!」1998年9月号に掲載
- MISSION-004「禁断の恋を成就せよ!」1998年10月号に掲載
- MISSION-005「超兵器基地を奇襲せよ!」1998年11月号に掲載
- MISSION-006「失なわれた絆を奪回せよ!」1998年12月号に掲載
- MISSION-007「総員、凶惑星に特攻せよ!」1999年1月号に掲載
- FINAL-MISSION「光と闇の戦いに勝利せよ!」1999年2月号に掲載
- EPILOGUE（終）「ビーストウォーズネオ 開戦!!!」1999年3月号に掲載

単行本2巻には今木商事劇場と題して『すすめ! ブッチ!!』（『コミックボンボン増刊』94年春休み号に掲載）『スーパーメイルマン』（『コミックボンボン増刊』94年夏休み号に掲載）が収録されている。

## 劇場版『ビーストウォーズII 超生命体トランスフォーマー ライオコンボイ危機一髪!』
1998年12月19日に上映された『映画版 ビーストウォーズスペシャル 超生命体トランスフォーマー』内の1作。
日本ではトランスフォーマーシリーズ初となる全国公開の完全オリジナルの劇場版アニメ作品であった。また、トランスフォーマーたちの変形シーンもG1や前作に近い動作の一つにされており、テレビ版のようなバンクフィルムではない。
時系列はサイボーグビーストが登場していることから、第32話以降の話のように思えるが、冒頭で「ジョイントロンとシーコンズが宇宙で戦闘を行っている」シーンがあり、ジョイントロンは宇宙船を失っているにもかかわらず、シーコンズはネメシスで囚われの身となっているなど、テレビ版との差異が見受けられる。また、ナビちゃん、アルテミス、ムーン、タコタンクは本作品には登場しない。
予告ナレーションはコンボイ役の子安武人が担当。

### 劇場版オリジナルキャラクター
バーニングコンボイ
フラッシュライオコンボイ
コンボイとライオコンボイがエネルゴンマトリクスの共鳴により変化した姿。通常の状態から大きく強化された能力を持つ。
- 「バーニングコンボイパンチ」山をも崩す威力のパンチ。
- 「ダブル・メガトンバスター」バーニングコンボイとフラッシュライオコンボイの2人で放つ突進技。地面を叩けば地震と火山噴火を起こせる威力
- 「ダブル・マトリクスブラスター」バーニングコンボイとフラッシュライオコンボイの2人の全エネルギーをエネルゴンマトリクスを通して放射する。1度しか使うことができない。

破壊神 マジンザラック
デストロンがテレポートゲートを使用して呼び出した巨大トランスフォーマー。スクーバ曰く「凶悪で悪名高く」、ガルバトロンからは「メガトロンをも凌ぐ兵器」と称された。
ロボットモードに該当するモンスター型のメタルバイオモードと空母型のバトルシップモードの2形態を持つ。メタルバイオモードの額には第3の目を有し、索敵にも優れるが、第3の目は中枢神経ゆえに唯一の弱点になっている。
当初はガルバトロンが操縦していたが、トランスフォーマーであるため、操縦者がいなくても自分の意思で活動することが可能。
サイバトロンとの初戦では勝利したが、2戦目ではマグナボスの手で動きを止められた状態からひっくり返され、コクピットから放り出されたガルバトロンはギガストームに助けられて撤退。自らの意思で立ち上がった3戦目では、サイバトロンを窮地に追い込むが、スクーバとダイバーがユキカゼのコンピューターで調査した結果、第3の目が弱点であることを知られてしまう。最終的には、バーニングコンボイとフラッシュライオコンボイの攻撃で第3の目を傷つけられて弱体化し、「ダブル・マトリクスブラスター」で貫かれて爆砕した。
- バトルシップモード
  - 装備
    - 「デストロイドビーム」前面、側部に2門ずつ装備されたビーム砲。
    - 「ホーミングミサイル」甲板格納庫に32門ミサイル内蔵。
    - 「ブラストレーザー」艦体の周囲8門装備の対空砲。

- メタルバイオモード
  - 装備
    - 「ジオータ・アポカリプス」背部3門の砲塔から放つ波動砲。小山を吹き飛ばす威力。
    - 「コズモ・スプリード」背中甲板部から放つミサイル。
    - 「メギドーラ・ブラスト」口から発射する超高波の火の玉。
    - 「ギラドニック・ディザスト」雲に放ち、頭部の角にプラズマを集め稲妻のように地上に落とす。

### 劇場版オリジナルの戦力
テレポートゲート船
とある文明が、テレポートゲートを破棄するために造り出した大型宇宙船。
動物だけの惑星であるガイアに送り込まれるが、その際に宇宙空間で戦闘を繰り広げていたトリプルダクス（ジョイントロン）とゴッドネプチューン（シーコンズ）と激突し、彼らを宇宙の彼方に飛ばしてしまった。
テレポートゲート
どの時代からでもトランスフォーマーを召喚できる装置。普段はテレポートゲート用宇宙船の一部を形成している。起動時には宇宙船から分離して、3つのパーツに分割。その状態から三角形型のエネルギーフィールドを形成し、そこから召喚を行う。召喚には大量のエネルギーを使用する上、使用し続けると宇宙全体の崩壊を招く危険な代物。
作中ではデストロンがマジンザラックを召喚し、マグナボス（ライオジュニア）はコンボイを召喚させた。
ゲートを作った文明はゲートを破棄するためにガイアに送り込み、マジンザラック事件に繋がった。コンボイがエネルゴアに帰還した直後、アパッチ・ビッグホーン・ダイバーの3人の銃火器攻撃で破壊された。
テレポートゲート用コントロールユニット
テレポートゲートを起動させるための金色のコントロールユニット。起動時には変形する。宇宙船内では当初は球体に収められていた。

### 劇場版スタッフ
- 原案 - 石川裕人
- 製作総指揮 - 高岩淡、佐藤博久、鈴木徹也
- 監督 - 西森章
- 脚色 - 長田敏靖
- 演出 - 渡邉哲哉、勝間田具治
- キャラクターデザイン - 山本郷
- 総作画監督 - 山本郷
- 美術監督 - 勝又激
- 音響監督 - 岩浪美和
- 撮影監督 - 鳥越一志
- 編集 - 谷口肇
- 音楽 - 相良まさえ
- 音楽プロデューサー - 立原一、前山寛邦
- エクゼクティブプロデューサー - 山崎芳郎、宮川鑛一
- プロデューサー - 板垣耕三、阿久津幸宏、沢玲子
- アニメーション協力 - 円谷プロダクション
- 製作 - 「ビーストウォーズ」製作委員会（東映、タカラ、イオン、テレビ東京）
- 配給 - 東映

主題歌
オープニングテーマ「SPACE DREAMER 〜遥かなるビーストウォーズ〜」
作詞：斎藤謙策／作曲：藤沢秀樹／編曲：藤沢秀樹／歌：COA
エンディングテーマ「MY SHOOTING STAR」
作詞：COA／作曲：COA／編曲：COA／歌：COA

### 劇場版映像ソフト化
いずれも発売元はパイオニアLDC。
- VHS
1999年6月11日発売。
- LD・DVD
  - ビーストウォーズ 超生命体トランスフォーマー スペシャル（パイオニアLDC）
1999年9月24日発売。『CG版ビーストウォーズ 激突!ビースト戦士』『CG版ビーストウォーズメタルス』と同時収録。

## コンピュータゲーム
決闘トランスフォーマー ビーストウォーズ ビースト戦士最強決定戦
1999年3月19日タカラより発売。ゲームボーイ用ソフト。ゲームボーイカラー対応。『II』からはライオコンボイ、スクーバ、ガルバトロン、メガストーム、アルテミス&ムーンが使用キャラとして登場。